# Alfa Romeo
Pour les articles homonymes, voir ALFA et Romeo.
Alfa Romeo est un constructeur automobile italien fondé le 24 juin 1910 à Milan, filiale du groupe Stellantis depuis janvier 2021 après avoir fait partie du groupe Fiat SpA et du groupe Fiat Chrysler Automobiles (FCA) de 2014 à 2021. Il était auparavant la propriété de l'État italien, à travers sa holding publique IRI, de 1933 à 1986.

## Histoire

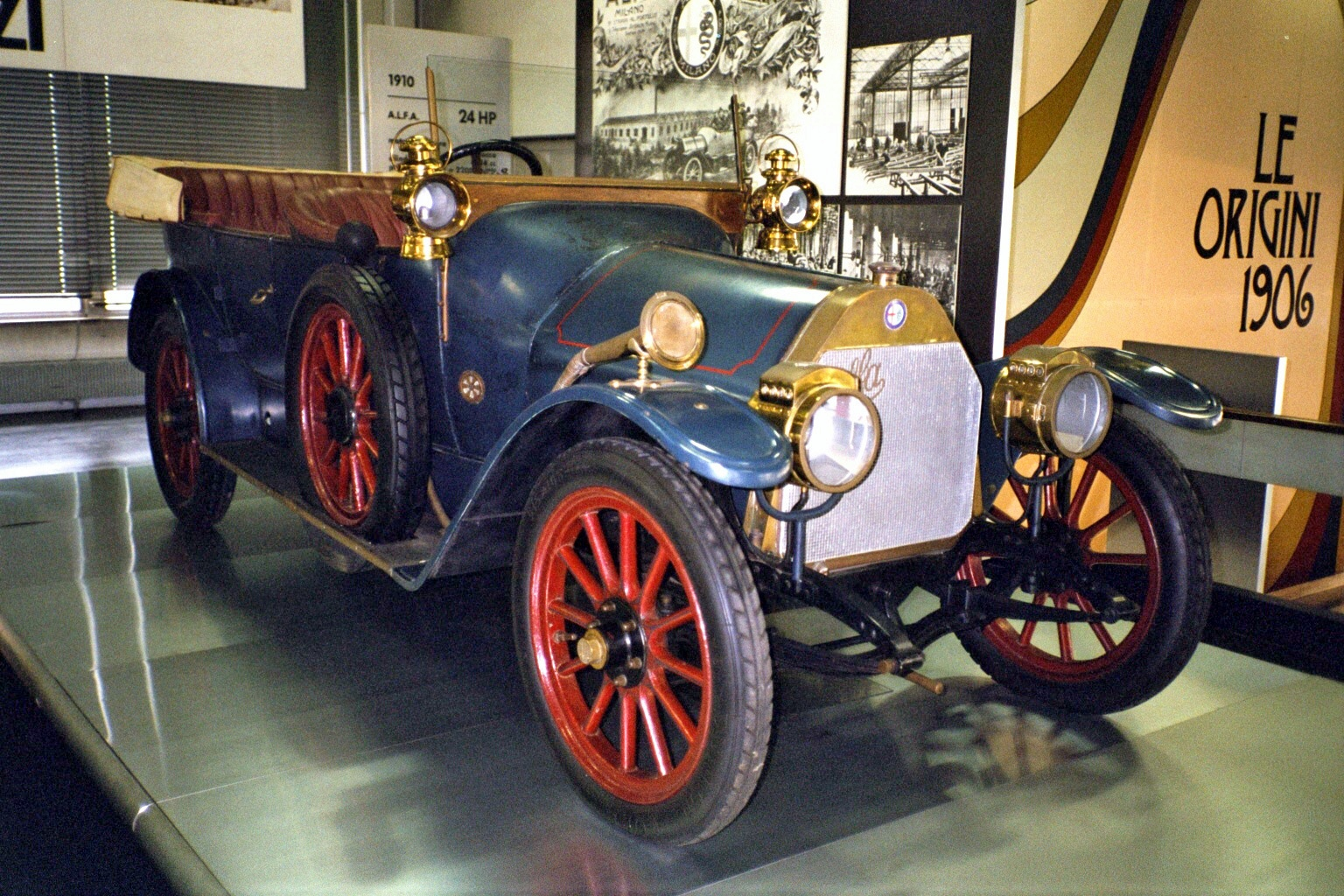
Alfa 24 HP Torpedo Castagna de 1910.

La constitution de la société s'opère Strada al Portello, à Milan, dans une zone à l'époque champestre appelée Portello, où se trouvait une auberge fréquentée par les rares automobilistes du début du siècle. La marque A.L.F.A., acronyme de Anonima Lombarda Fabbrica Automobili, signifie « Société anonyme lombarde de construction d'automobiles ». Ce nom est choisi, car il reprend la première lettre de l'alphabet grec et permet de souligner le début d'une nouvelle activité dans la construction automobile, celle des voitures à caractère sportif. La société est créée après la reprise par un groupe d'industriels lombards d'une petite structure présente dans la construction automobile, appartenant au Français Alexandre Darracq. Celui-ci avait tenté, sans résultat, une aventure industrielle dans le royaume d'Italie.
Depuis son origine et son premier logo, l'entreprise veut rappeler ses liens avec sa ville d'origine : d'un côté le serpent des Visconti (le fameux biscione), de l'autre la croix rouge sur fond blanc, le symbole de la capitale lombarde, Milan. Les 250 salariés issus de la reprise de l'activité de Darracq sont tous intégrés dans la nouvelle entreprise qui s'est fixé l'objectif ambitieux de fabriquer 300 automobiles par an.

### Darracq Italie
Les origines d'Alfa passent par un nom français dont les racines sont à Naples. L'entrepreneur français Alexandre Darracq, après avoir fabriqué des bicyclettes, se tourne vers la construction automobile avec la marque Darracq. En 1906, la Società Italiana Automobili Darracq est créée et son siège est basé à Naples. Son intention est d'assembler en Italie des modèles existants, afin de contourner les droits de douane. Un terrain est acheté à Naples, en vertu d'une fiscalité favorisant l'installation de nouvelles entreprises dans la région, mais Darracq se rend vite compte que Naples est très éloignée de la France, ce qui pénalise le projet. En effet, les automobiles sont simplement montées avec des composants en provenance de France. Darracq se déplace au nord, faisant construire une usine moderne pour l'époque dans la zone du Portello, à la périphérie nord de Milan.

### Création d'Alfa
Les ventes sont très réduites et la production avance péniblement. En 1909, les associés italiens de la société prennent les choses en main, et embauchent Giuseppe Merosi pour concevoir des voitures nouvelles, correspondant mieux au marché italien. En 1910, l'A.L.F.A. est créée. À l'automne 1910, la production du premier modèle Alfa démarre, l'Alfa 24 HP (HP pour HorsePower, soit cheval vapeur), conçue par Giuseppe Merosi. Dès le début de l'année suivante, en 1911, des voitures dérivées des modèles de compétition voient le jour, à la Targa Florio. Ainsi dès ses débuts, ce constructeur s'est tourné délibérément vers la construction de voitures à caractère sportif.

### Naissance
Dans ce même temps, Nicola Romeo, ingénieur napolitain né à Sant'Antimo, crée la société Sas Ing. Nicola Romeo & C., dont le siège est à Milan, via Ruggero di Lauria, dans le quartier de Portello.
Deux modèles Alfa se placèrent aux première et seconde places de la course « Parma-Poggio di Berceto » de 1913.
En 1915, A.L.F.A. est mise en liquidation, l'entrée en guerre de l'Italie fermant le marché automobile, et la marque n'ayant pas les entrées nécessaires à l'obtention de commandes militaires significatives. Seul un petit lot d'ambulances sera vendu par A.L.F.A à l'armée.
La Banca Italiana di Sconto voit la possibilité de reconvertir cette petite usine, la rachète et en confie la gestion à l'ingénieur Romeo, qui y démarre la fabrication d'obus d'artillerie, puis de compresseurs, lance-flammes et autre matériel militaire. Il agrandit considérablement les installations entre 1915 et 1918, avec des halls d'assemblage, des forges, des fonderies, etc.
Après la guerre, Nicola Romeo envisage surtout la construction ferroviaire, et avec ses profits de guerre rachète les Costruzioni Meccaniche di Saronno (locomotives), Officine Meridionali (wagons) à Naples et les Officine Meccaniche Tabanelli à Rome (trams).
Le retour à la construction automobile part de l'existence d'un stock de 105 voitures en attente d'assemblage depuis 1914. Ce sont ces voitures, désormais appelées 20-30 HP, qui les premières porteront le nom Alfa Romeo Milano.

### 1920

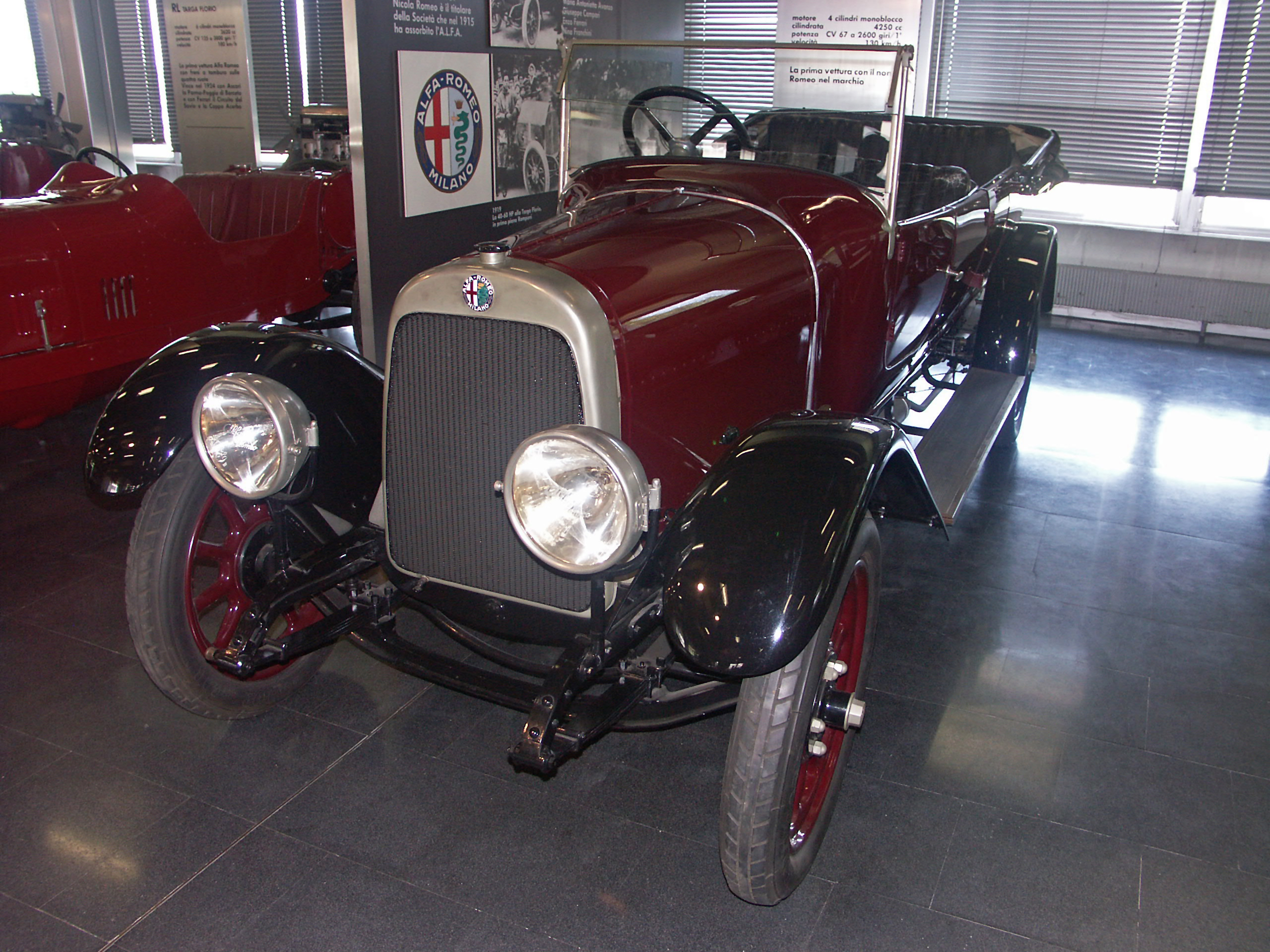
Alfa Romeo 20-30 HP.

Au cours de la décennie suivante, l'activité sportive du constructeur milanais s'intensifie, notamment grâce à des pilotes comme Antonio Ascari, Giuseppe Campari et Enzo Ferrari.
En 1923, la marque lance le Quadrifoglio vert, le trèfle à quatre feuilles, typique encore aujourd'hui d'Alfa Romeo. C'est le symbole de toutes les activités sportives Alfa Romeo, mais il orne aussi les voitures les plus sportives.
Durant les années 1920, la société connaît quelques vicissitudes. À la suite de la faillite, en 1921, de la BIS qui finance la société, c'est un organisme gouvernemental (Consorzio per Sovvenzioni sui Valori Industriali) qui maintient en vie les nombreuses entreprises mises en difficulté.
Le fondateur, Nicola Romeo, est écarté de la société en 1928, alors que les branches ferroviaires ont déjà été scindées. À la fin des années 1920, la gestion de la société reste précaire, malgré les qualités sportives des voitures dessinées par Vittorio Jano. Celui-ci avait été embauché fin 1923 pour concevoir une voiture de course, la P2, qui remportera le premier championnat du monde en 1925 avec Gastone Brilli-Peri.

La notoriété acquise au niveau international, et la poursuite de victoires en compétition seront deux éléments décisifs pour que la société ne soit pas liquidée malgré ses difficultés financières.

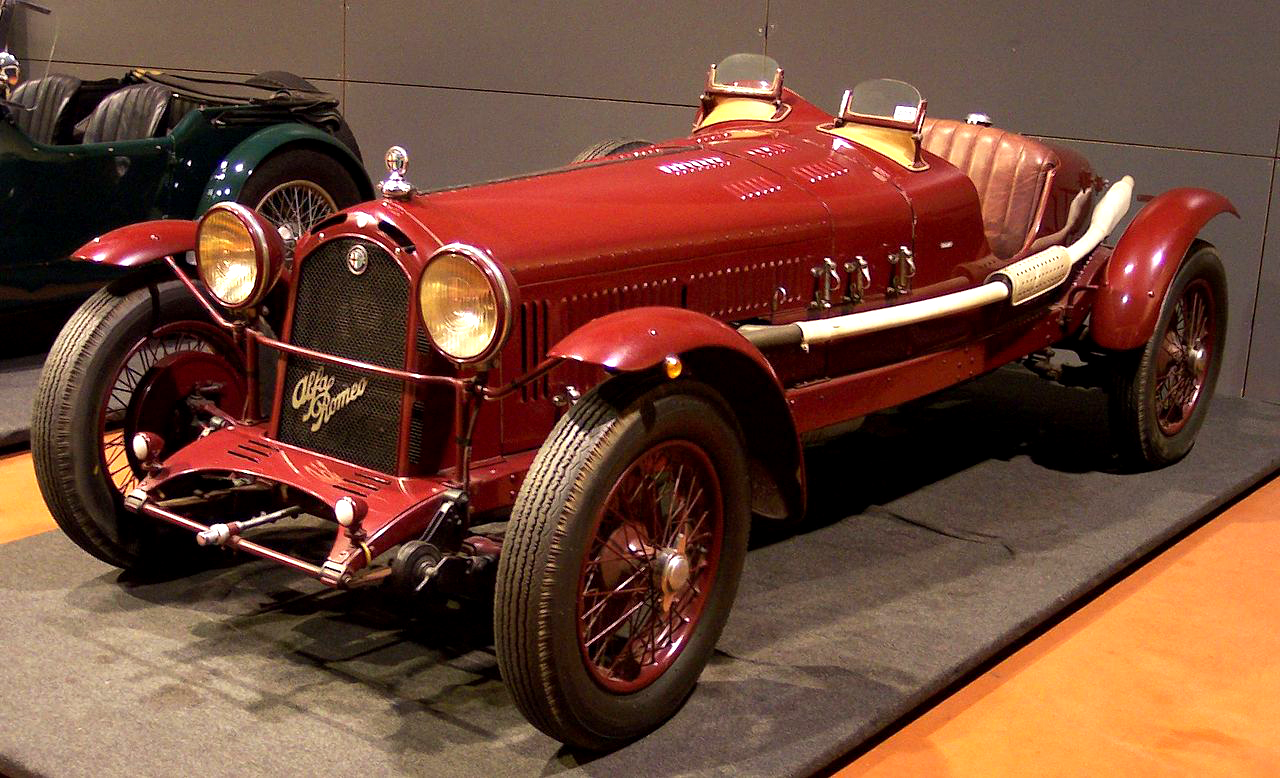
Alfa Romeo 6C Super Sport (1929)

En 1929, un groupe de pilotes fortunés crée, à Modène, une écurie de course, autour de la figure d'Émilie-Romagne Enzo Ferrari, alors concessionnaire Alfa Romeo dans cette ville. La Scuderia Ferrari fera donc courir préférentiellement des Alfa Romeo, et deviendra l'écurie de course officielle d'Alfa Romeo en 1933, quand l'usine se retirera des compétitions. Elle sera absorbée par Alfa Romeo en 1938, qui la transforme en Alfa Corse, avant qu'Enzo Ferrari ne reprenne son indépendance fin 1939.

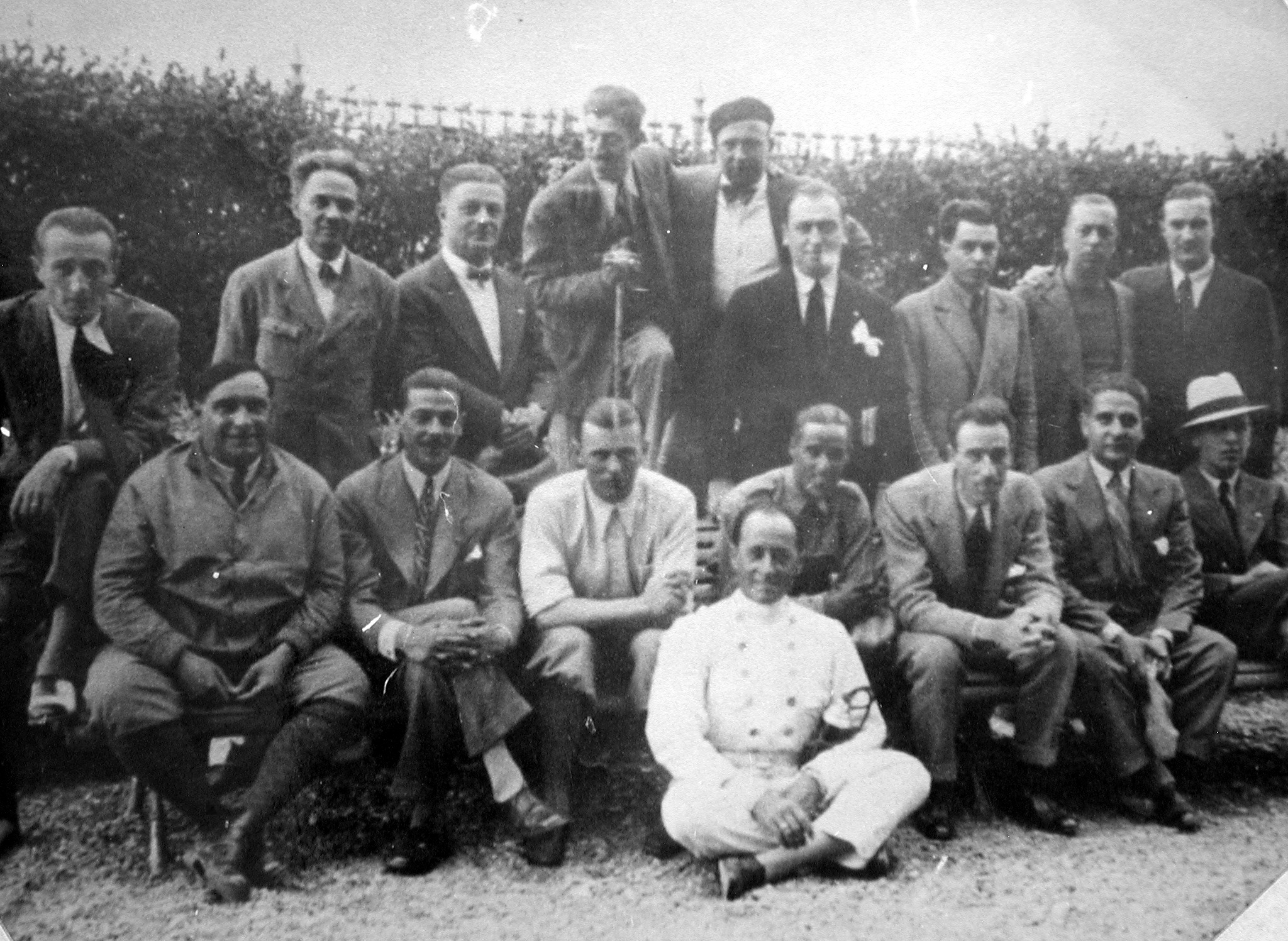
Pilotes Alfa Romeo au début des années 1930 (assis de G. à D.) : Campari, Prospero Gianferrari, Varzi, Luigi Arcangeli, Nuvolari.

### 1930
La décennie qui précède la Seconde Guerre mondiale consolide la réputation mondiale d'Alfa Romeo, surtout grâce aux victoires en compétition avec ses pilotes : Giuseppe Campari, Tazio Nuvolari, Achille Varzi et Mario Borzacchini, mais aussi par ses productions de voitures de tourisme devenues des objets de culte.
On remarque[style à revoir] l'Alfa Romeo P3 dès 1930, parfois équipée de suspension avant Dubonnet, dont le huit cylindres en ligne était couplé à deux turbocompresseurs, pour une voiture ne dépassant pas les 700 kg.
En 1933, l'État réorganise les entreprises dont il a dû assurer le soutien financier depuis les années 1920, et crée la holding d'État IRI.
Alfa Romeo est destiné à des productions d'utilité militaire ou publiques : des moteurs d'avion (activité commencée en 1918, puis reprise et développée au milieu des années 1920 avec principalement des moteurs construits sous licence), des autobus et des camions.
La participation officielle aux courses automobiles est abandonnée après une saison 1932 triomphale. Elle est reprise à partir ce moment-là par la Scuderia Ferrari qui représentera la marque en course, tant en catégorie sport, qu'en Grand Prix.
À la fin de la décennie, pour développer la construction de moteurs d'avions, la première usine de Pomigliano d'Arco près de Naples, est construite sous la direction de Ugo Gobbato.

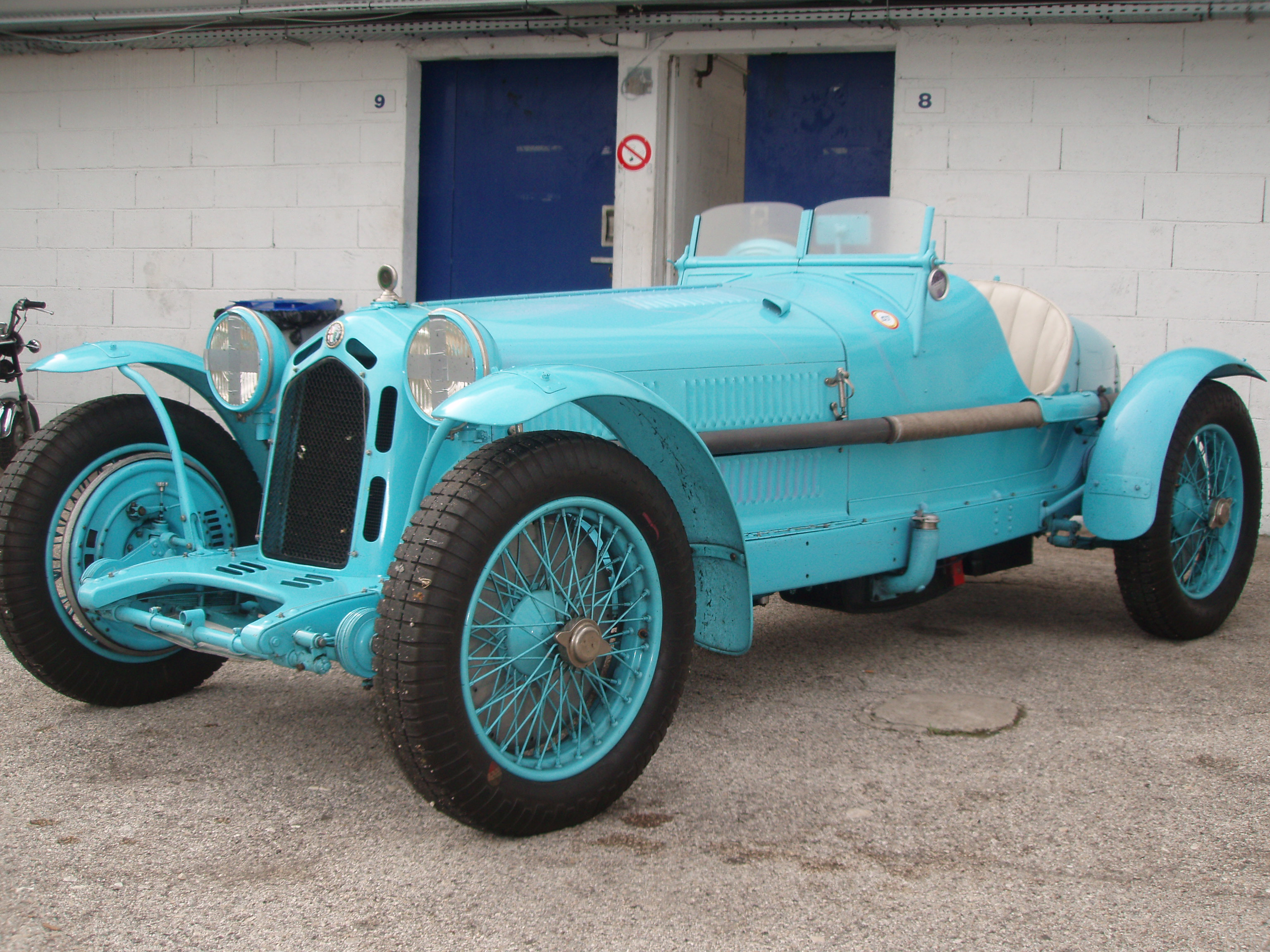
Alfa Romeo 8C 2300.

| Année | Voitures | Véhicules industriels |
| ----- | -------- | --------------------- |
| 1934  | 699      | 0                     |
| 1935  | 91       | 211                   |
| 1936  | 20       | 671                   |
| 1937  | 270      | 851                   |
| 1938  | 542      | 729                   |
| 1939  | 372      | 562                   |

### 1940
La Seconde Guerre mondiale laisse de nombreuses dégâts dans les usines Alfa Romeo, dont l'importance militaire est considérée comme stratégique et, ainsi, fait l'objet de trois bombardements majeurs en 1943 et 1944, jusqu'à la destruction et la fermeture de l'usine de Portello en octobre 1944. Dès la fin de la guerre, tout est mis en œuvre pour la reconstruire et reprendre la fabrication de camions et d'autobus dans un premier temps et même de cuisinières électriques pour occuper les ouvriers. La fabrication d'automobiles est de nouveau opérationnelle quelque temps après.

### 1950

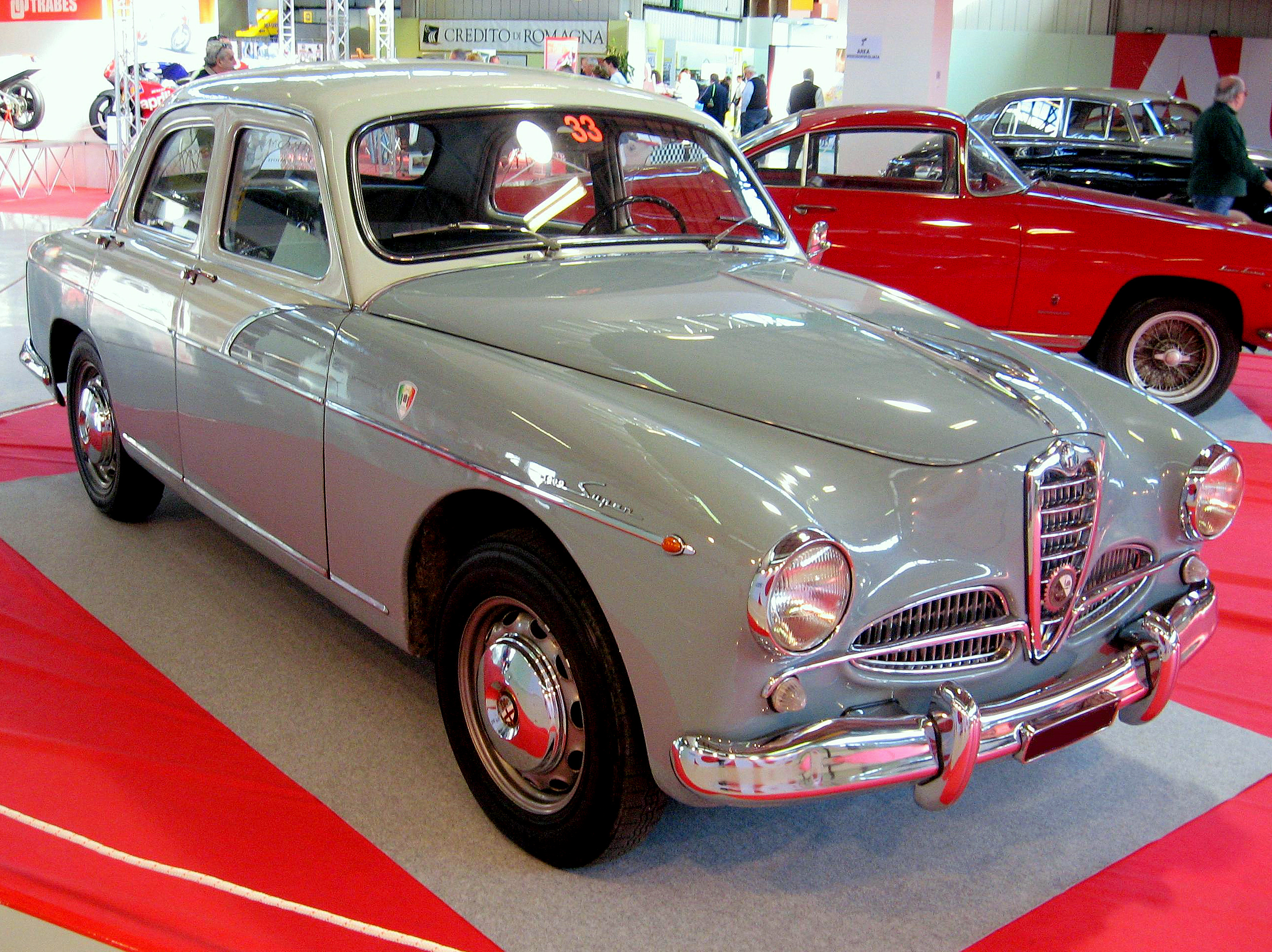
Alfa Romeo 1900.

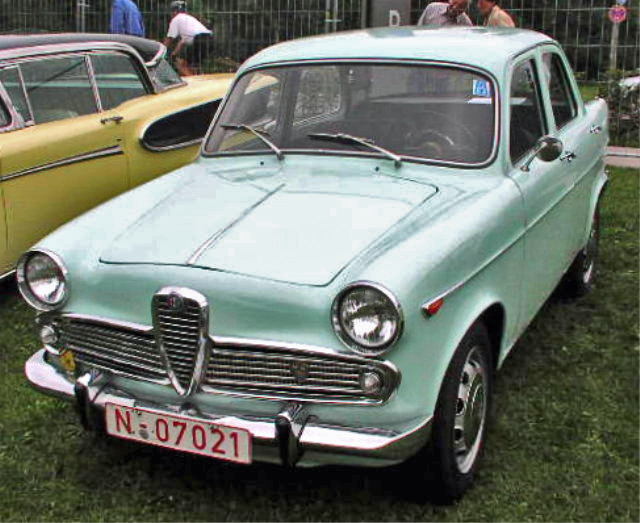
Alfa Romeo Giulietta (1954).

Les années 1950 sont certainement les années les plus importantes dans l'histoire du constructeur, qui lance deux modèles qui marqueront irrémédiablement son histoire : l'Alfa Romeo 1900 et l'Alfa Romeo Giulietta. Ce sont les premiers modèles fabriqués en série sur une chaîne de montage. Le premier de ces modèles fait d'Alfa Romeo un fournisseur de l'État italien avec l'adoption de l'Alfa 1900 par la Polizia pour qui Alfa Romeo construit la fameuse série des modèles Panthère. Ce sont aussi les premiers modèles caractérisés par la calandre dont la partie centrale en triangle arrondi, appelé scudetto, sera désormais typique de toutes les Alfa-Romeo, à l'exception de certaines monoplaces de course.
En 1952, la fabrication d'un véhicule tout-terrain est lancée, mis en concurrence avec la Fiat Campagnola et baptisé Alfa Romeo AR51 Matta.
En 1952 également, cinq prototypes de barquettes deux places de course sont construits afin d'être étudiés en soufflerie, les Disco Volante, dont quatre subsistent encore aujourd'hui.
Alfa Romeo n'abandonne pas la compétition automobile pour autant et remporte les deux premiers championnats du monde de Formule 1 de 1950 et 1951 avec les pilotes Giuseppe Farina et Juan Manuel Fangio au volant des Alfa Romeo 158 et Alfa Romeo 159 (F1). En 1950, Alfa Romeo remporte six Grands Prix sur sept en imposant une domination sans égale et remporte le Titre pilotes avec trois de ses pilotes Giuseppe Farina, Juan Manuel Fangio et Luigi Fagioli aux trois premières places. Seul Alberto Ascari, sur une Ferrari, aura su parfois enrayer leur suprématie, en se classant néanmoins cinquième.

### 1960
En février 1961, la 100 000e Giulietta est produite, une première pour la marque. L'année suivante, en 1962, sa remplaçante, l'Alfa Romeo Giulia est présentée au public. Elle a marqué également profondément l'histoire de la marque et est restée en production plus de 10 ans. En 1964, Alfa Romeo renoue avec une écurie de course et crée Autodelta, grâce à la ténacité de l'ingénieur Carlo Chiti.
La nouvelle usine implantée à Arese destinée à produire le modèle Giulia est inaugurée en 1963 et une étroite collaboration s'instaure avec les principaux carrossiers designers italiens : Zagato qui créera ses fameux Coupés, Pininfarina à qui l'on doit les spyder Duetto, et Bertone auteur des coupés Giulia gt et de l'Alfa Romeo Montréal en 1970. En 1968, Alfa Romeo présente celle qui devait remplacer la Giulia, l'Alfa Romeo 1750.

### 1970

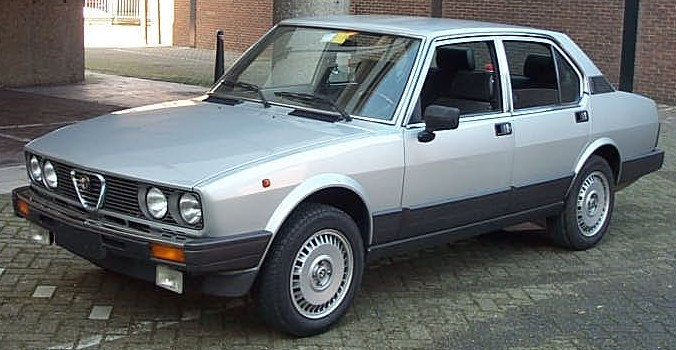
Alfa Romeo Alfetta de 1972.

Dans le domaine de la compétition, au cours des années 1970, Alfa Romeo se consacre dans la catégorie Sport Prototype avec le modèle 33, qui remporte les plus importantes courses d'endurance ainsi que des championnats Grand Tourisme. Les pilotes les plus connus qui ont remporté ces courses sont Andrea de Adamich, Nino Vaccarella et Ronnie Peterson.
L'année 1972 voit l'inauguration de la nouvelle usine de Pomigliano d'Arco qui fabrique la première petite Alfa, l'Alfasud, première traction avant de la marque avec un moteur de seulement 1 200 cm3. Elle est produite à plus d'un million d'exemplaires.
Les gros succès obtenus en compétition ne se reflètent pas sur les voitures de série en raison du premier choc pétrolier qui oriente la clientèle vers des voitures simples à bas prix et consommant peu. Tous les constructeurs mondiaux sont touchés. Malgré cette période peu propice aux nouveaux modèles sportifs, Alfa Romeo présente un de ses modèles phare en 1972, l'Alfa Romeo Alfetta.

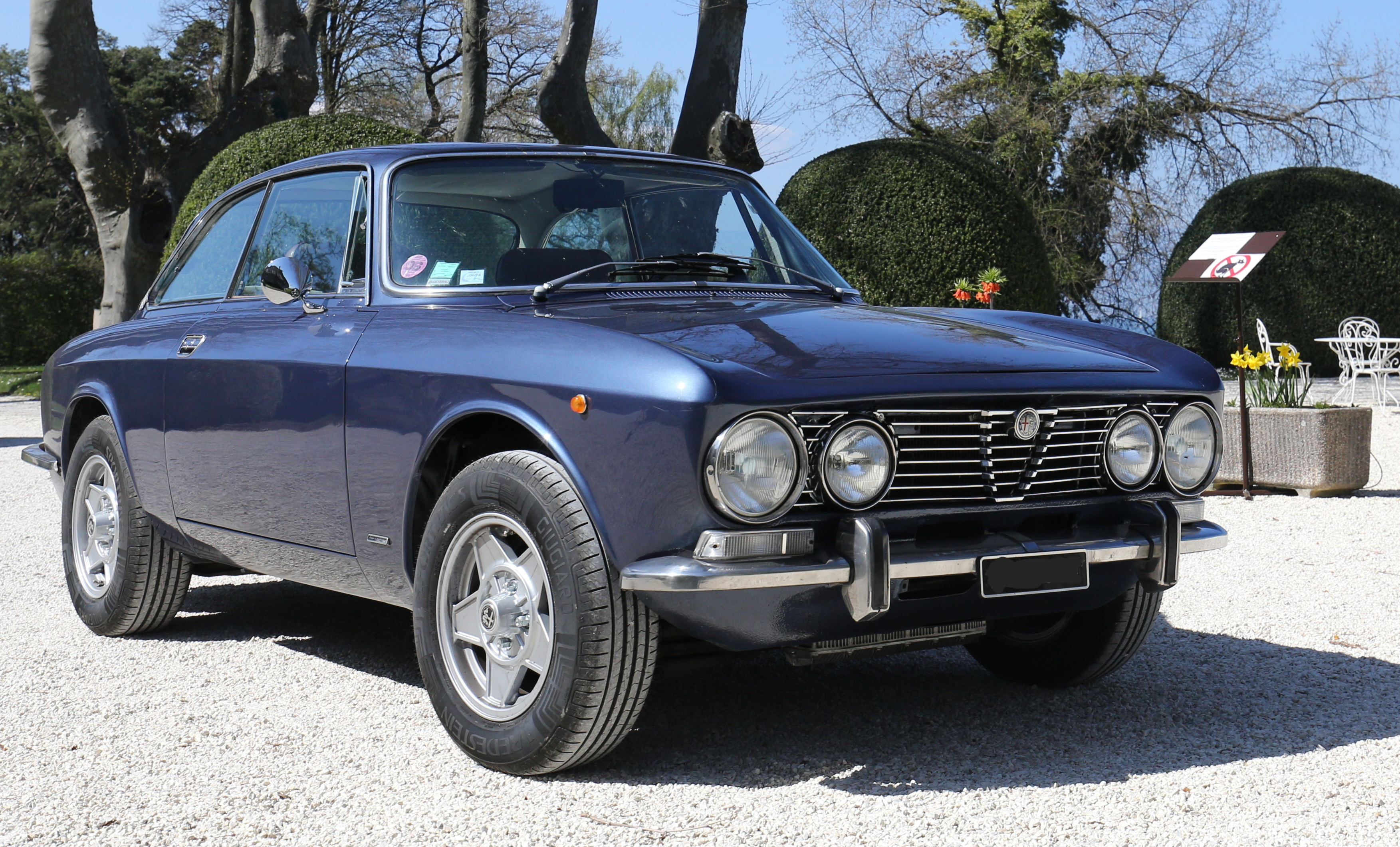
Alfa Romeo Giulia GT 2000 (exemplaire de 1975)

Élégante et puissante, l'Alfetta propose une mécanique sophistiquée, mais très fiable avec une tenue de route sans faille. Le moteur est au début le célèbre 4-cylindres double arbre à cames en tête de 1 779 cm3 (surnommé "bialbero"), avec des soupapes au sodium, alimenté par deux carburateurs double corps. Le châssis repose sur une suspension avant à quadrilatères et un pont De Dion à l'arrière. La transmission reprend le schéma Transaxle avec la boîte de vitesses et l'embrayage accolés au pont arrière pour une répartition parfaite des masses. Les freins sont tous à disques et les freins arrière sont montés en sortie de différentiel pour réduire les masses en suspension. Le schéma mécanique de l'Alfetta est tellement raffiné techniquement qu'il est proposé sans changement pendant plus de 20 ans jusqu'à la fin de fabrication de l'Alfa Romeo 75, en 1992.

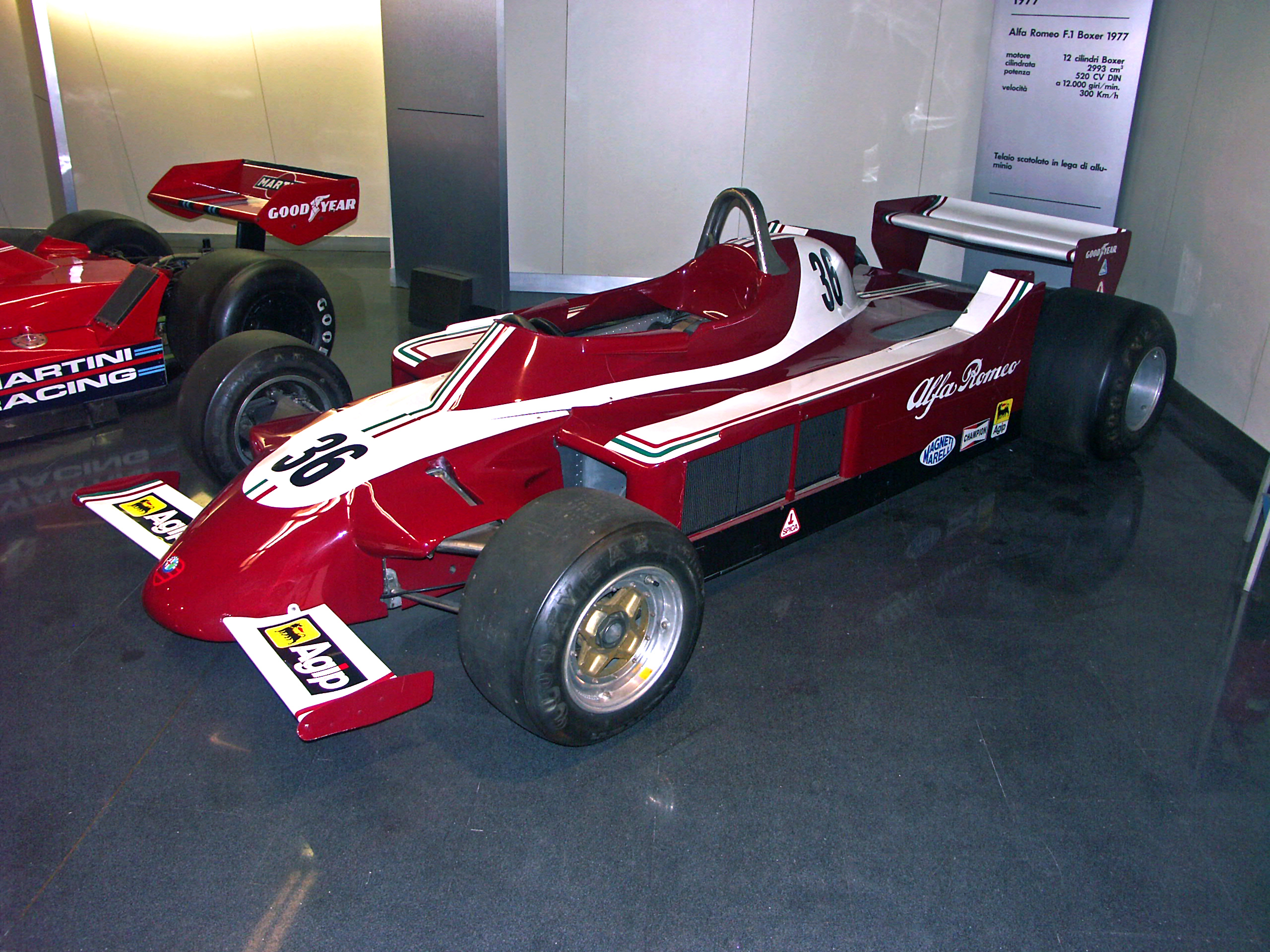
Alfa Romeo 177.

La Giulietta reprend la base mécanique de l'Alfetta, mais en se positionnant un cran au-dessous. Après une gestation qui dure très longtemps, en 1979, l'Alfa 6 est lancée. Animée par un moteur de 2 492 cm3, elle reçoit un niveau d'équipement impressionnant. Dotée d'un confort de voiture de luxe et de grand standing, c'est un échec commercial, en raison d'une ligne vieillotte et du climat social de l'époque qui refuse les voitures de luxe imposantes et voyantes. Il faut néanmoins préciser que la voiture était prête à être lancée dix ans plus tôt, mais le contexte économique ne s'y prêtait pas, l'Italie connaissait l'« automne chaud » de 1969 (l'équivalent du Mai-68 français).
Malgré les succès des modèles comme l'Alfasud et l'Alfetta, la société ne jouit pas de ressources financières importantes. La direction de la société est remplacée et voit un nouveau gestionnaire prendre la tête de la marque en 1978, l'ingénieur Ettore Masaccesi.
Avec le modèle 177, Alfa Romeo participe au championnat du monde de Formula 1 saison 1979 avec son écurie Autodelta. La voiture est alignée aux deux premiers Grands Prix de Belgique et de France puis est remplacée par la 179. Au cours des saisons suivantes, Alfa Romeo participe sous sa marque aux courses avec les 179, 182, 183T, 184T et 185T.

### 1980

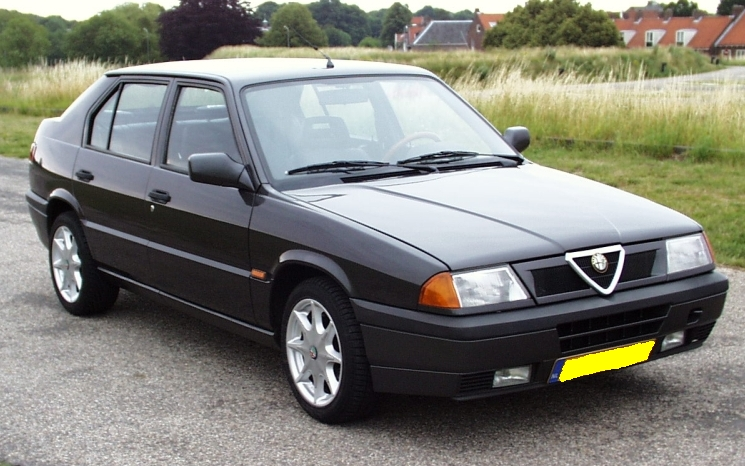
Alfa Romeo 33 1,3 VL de 1991.

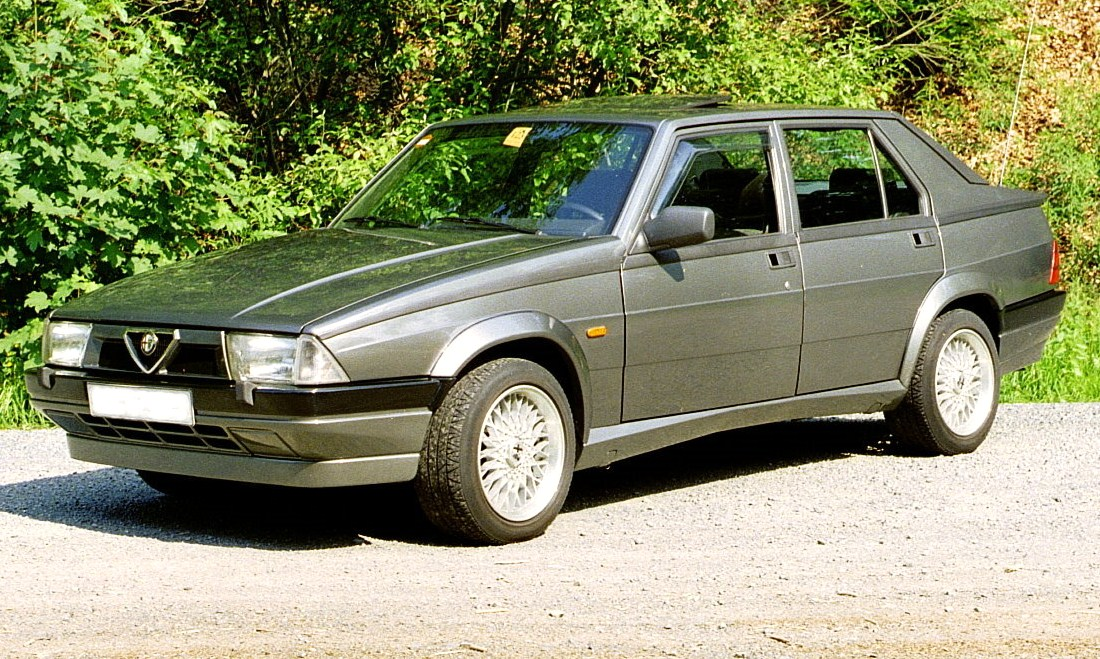
Alfa Romeo 75.

Le 9 octobre 1980, Alfa Romeo signe un accord de co-entreprise avec le japonais Nissan, qui donne naissance à la société Alfa Romeo Nissan Automobili SpA. L'objectif pour le constructeur milanais est de créer rapidement et à bas coût une automobile du segment C capable de rivaliser avec la Volkswagen Golf, dominant le marché, ainsi qu'avec les Fiat Ritmo et Lancia Delta. De son côté, la firme nipponne ambitionne de pénétrer le marché européen en y écoulant l'un de ses modèles en contournant les quotas d'importation.
Ainsi, la stratégie des deux constructeurs sera de produire une version de la Nissan Cherry (ou Pulsar sur les marchés nord-américain et japonais) dotée des moteurs Boxer, de la boîte de vitesses et des suspensions de l'Alfasud. Elle sera alors vendue en Europe sous le nom d'Alfa Romeo Arna et au Japon sous celui de Nissan Cherry Milano.
Or, les difficultés techniques rencontrées lors de la greffe des éléments italiens sur la plateforme japonaise entraînent un sérieux retard de mise au point, décalant d'autant le lancement de la production. Pour éviter un arrêt total de l'usine de Pomigliano d'Arco construite spécifiquement pour l'Arna, Alfa Romeo décide alors de lancer et d'y produire un nouveau modèle basé sur les éléments techniques de l'Alfasud : ce sera l'Alfa Romeo 33.

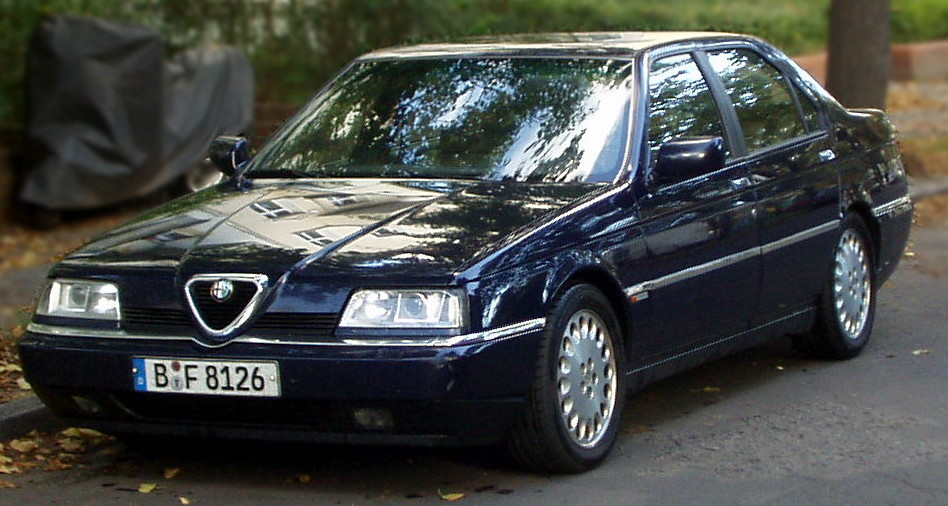
Alfa Romeo 164.

Finalement, c'est en 1983, avec trois ans de retard sur le calendrier d'origine, que l'Arna sera présentée, soit la même année que l'Alfa Romeo 33, qui se pose comme la remplaçante de l'Alfasud.
Le modèle italo-japonais sera un échec commercial : les alfistes rejettent en masse ce véhicule aux lignes asiatiques datées, ne le considérant pas comme une vraie Alfa Romeo, et ce, malgré la présence des moteurs Boxer. Les caractéristiques de ces derniers ont d'ailleurs dû être revues à la baisse en raison d'un comportement routier très aléatoire du châssis.
De son côté, l'Alfa Romeo 33 lui oppose une concurrence directe avec des arguments plus à même de convaincre sa clientèle, notamment sur les volets du caractère et de la sportivité. Elle rencontrera un bien meilleur succès, aidée par ses versions 4×4 et break Giardinetta.
En 1984, la remplaçante des Alfetta et Alfa 6 apparaît, c'est l'Alfa Romeo 90, dessinée par Bertone.
Alfa Romeo revient en Formule 1 en 1980, mais le décès accidentel de son pilote Patrick Depailler durant des essais en Allemagne contrarie ses ambitions. Les pilotes Bruno Giacomelli et Andrea De Cesaris courent pour la marque, mais sans obtenir les résultats escomptés, Alfa Romeo abandonne alors la compétition comme écurie de course.
En 1985, la société fête ses 75 ans d'existence et à cette occasion, présente un nouveau modèle, l'Alfa Romeo 75. C'est un concentré d'Alfetta, de Giulietta et d'Alfa 90. L'Alfa 75 est le dernier modèle de la marque à propulsion. Adorée par certains alfistes du monde entier, elle est souvent définie comme « la dernière véritable Alfa ».
En 1986, le constructeur Alfa Romeo est racheté à Finmeccanica par le groupe Fiat SpA qui l'attache à Lancia, pour créer la société Alfa-Lancia Industriale SpA.
En 1987, Alfa Romeo présente un modèle qui sera fondamental pour la marque : l'Alfa Romeo 164, qui utilise le même châssis que les Fiat Croma, Lancia Thema et la Saab 9000. L'Alfa 164 se distingue de ses jumelles par une carrosserie spécifique signée Pininfarina. Ses moteurs  essence sont le célèbre Alfa 2,0 Twin Spark et le 3,0 V6. On trouve aussi un nouveau moteur turbo-diesel 2,5 L révolutionnaire sur la 164 TD (qui sera la voiture diesel la plus rapide du monde), fabriqué par le constructeur italien de moteurs VM Motori.
En 1989, Alfa Romeo fabrique un coupé en série limitée qui surprend le monde de l'automobile : l'Alfa Romeo SZ ou ES-30 et plus tard l'Alfa Romeo RZ, la version spider. La ligne est très agressive et brutale, certains journalistes et pilotes la rebaptiseront le monstre, motorisé par le 3,0 L V6 12V de l'Alfa 75, poussé à 210 ch, ce qui lui permet d'atteindre 245 km/h.

### 1990

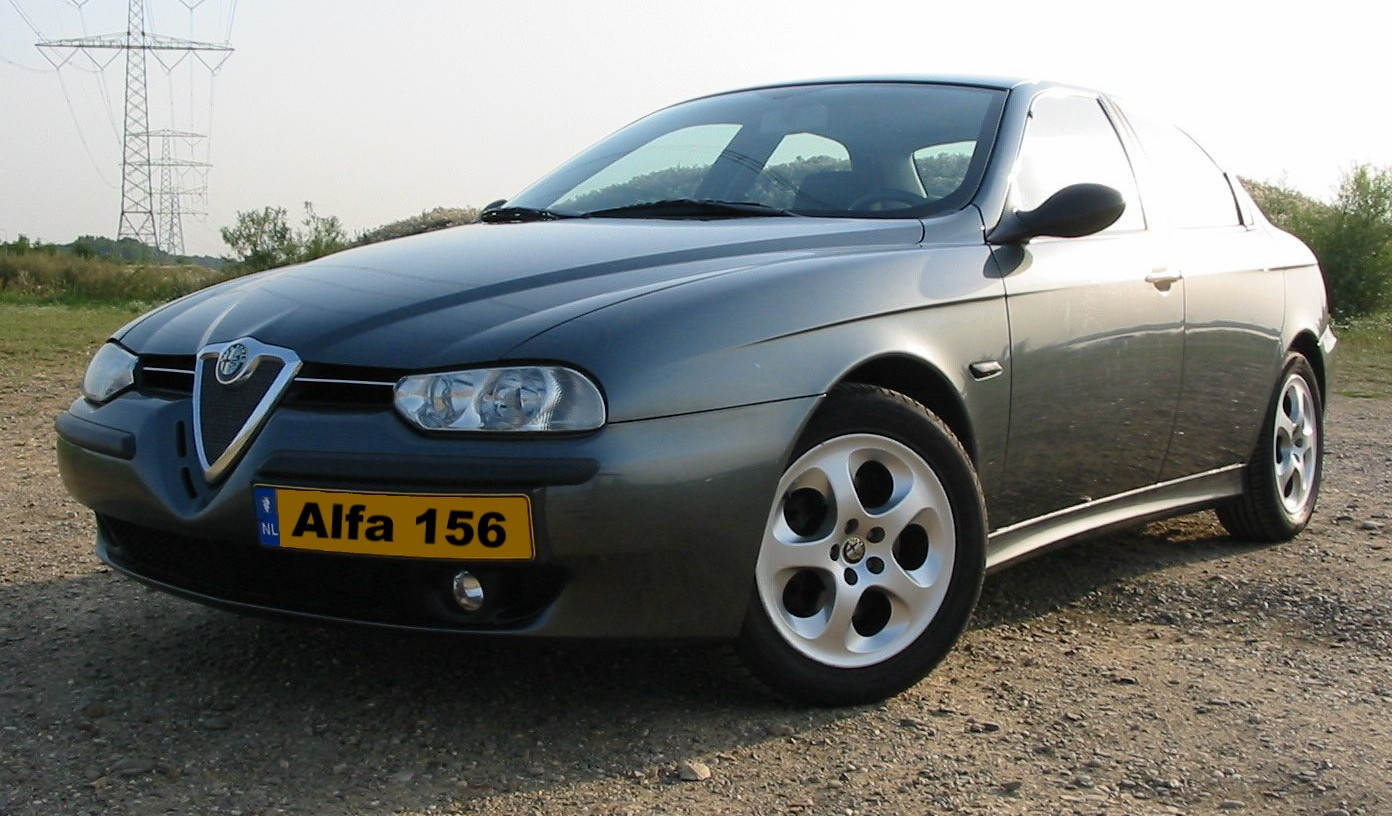
Alfa Romeo 156.

Au début de la dernière décennie du XXe siècle, la marque lance deux modèles : l'Alfa Romeo 155, qui marque le passage définitif à la traction avant, et qui remplace l'Alfa 75, mais qui ne réussira jamais à la faire oublier et la gamme Alfa 145/146, qui remplace l'Alfa 33.
L'Alfa 145 est plus lourde et moins performante que sa devancière en raison des nouvelles normes qui font leur apparition. Elle est toutefois très appréciée, surtout dans sa 2e série, avec l'adoption des moteurs Twin Spark et des finitions plus cossues. La version berline à deux volumes et demi, l'Alfa 146 est également très appréciée. La première série de la gamme 145/146 est la dernière à utiliser les fameux moteurs boxer Alfa, développé pour l'Alfasud.
L'année 1997 est celle de la résurrection d'Alfa Romeo avec le lancement de l'Alfa 156. Les qualités de cette dernière se voient récompensées du titre de Voiture de l'année 1998 et le modèle va relancer la marque. Elle hérite d'innovations majeures comme la boîte de vitesses selespeed, une boîte semi-automatique avec deux petites palettes derrière le volant pour passer les vitesses, comme sur une Formule 1 Ferrari, et d'un moteur diesel révolutionnaire avec l'utilisation d'une injection directe à rampe commune, breveté par Fiat et Magneti Marelli. Sa qualité de fabrication est sans reproche et peut concurrencer directement les voitures allemandes BMW et Mercedes. L'Alfa 156 fait désormais référence en matière de tenue de route et de technologie avancée pour ses motorisations et son comportement routier.
En 1998, la production de l'Alfa 164 s'arrête pour laisser la place au nouveau sommet de gamme, l'Alfa 166 qui reste en production jusqu'en décembre 2007. Les modèles sportifs Coupé et Spider ne sont pas oubliés avec les Alfa GTV et Spider.
Le département course d'Alfa Romeo, à la suite de l'absorption dans le groupe Fiat, se réserve le domaine des compétitions Grand Tourisme, avec les pilotes italiens Alessandro Nannini, Nicola Larini, Gabriele Tarquini et Fabrizio Giovanardi. L'Alfa 156 remporte cinq victoires consécutives au championnat ETCC qui mutera en WTCC, le titre constructeur et pilotes avec l'Alfa Romeo 156 Super 2000.

### Années 2000
Le nouveau millénaire débute sous les meilleurs auspices pour Alfa Romeo. Le nouveau modèle de l'Alfa 147 remporte le titre de « Voiture de l'Année 2001 ». Cette même année, la version sportive de l'Alfa 156, la 156 GTA, est commercialisée, dont une série réservée aux compétitions.
En 2003, la seconde série de la grande routière l'Alfa 166 est présentée et concurrence les berlines allemandes, notamment Audi et le groupe BMW. Elle reste en fabrication jusqu'en décembre 2007. La même année, un coupé dérivé de l'Alfa 147 voit le jour : l'Alfa Romeo GT. Les Coupé GTV et Spider adoptent le nouveau moteur V6 3,2 L qui, en plus de leur excellente aérodynamique, en fait les routières Alfa Romeo les plus rapides, atteignant 255 km/h sans limiteur de vitesse ni correcteur de stabilité.
Au début de l'année 2005, Alfa présente la remplaçante de la 156. Elle est lancée au Salon de Genève sous le nom de 159.
Comme pour la 156, la 159 sera produite en berline et en break. Son design dynamique et ses lignes fluides ne laissent personne indifférent et le succès commercial est notable. Aujourd'hui encore, la cote de la 159 se maintient sur le marché de l'occasion.
En fin d'année 2005, un nouveau coupé sportif est commercialisé : l'Alfa Romeo Brera, fruit d'une étude de style de Giorgetto Giugiaro, déjà auteur de la 159 dont elle dérive et de bien d'autres voitures. Présentée au Salon de Genève, elle remplace le Coupé GTV. En mars 2006, l'Alfa Romeo Spider (version spider de la Brera), dessinée par Pininfarina, est présentée au Salon de Genève.
En octobre 2007, la série limitée à 500 exemplaires de la super sportive Alfa Romeo 8C Competizione est commercialisée. Mue par un moteur V8 4,7 L d'origine Maserati développant 450 ch, propulsion, elle peut atteindre 292 km/h et effectue le 0 à 100 km/h en 4,2 s.
En juin 2008, Alfa Romeo présente sa petite dernière, le projet ZAR 955. Longtemps surnommée « Junior », elle se nomme en fait MiTo. MiTo signifie Mi pour Milano (Milan), sigle abrégé de la province, qui figure également sur les plaques d'immatriculation, là où elle a été conçue, et To pour Torino (Turin), là où elle est fabriquée, ou encore simplement parce qu'Alfa Romeo est un mythe et qu'il fallait le rappeler (Mito en italien signifiant « Mythe »). La MiTo est animée par une vaste gamme de moteurs allant d'un 1,4 MPI de 78 ch au 1,4 TB (MultiAir) TCT de 170 ch en passant par un diesel 1,6 JTD de 120 ch.

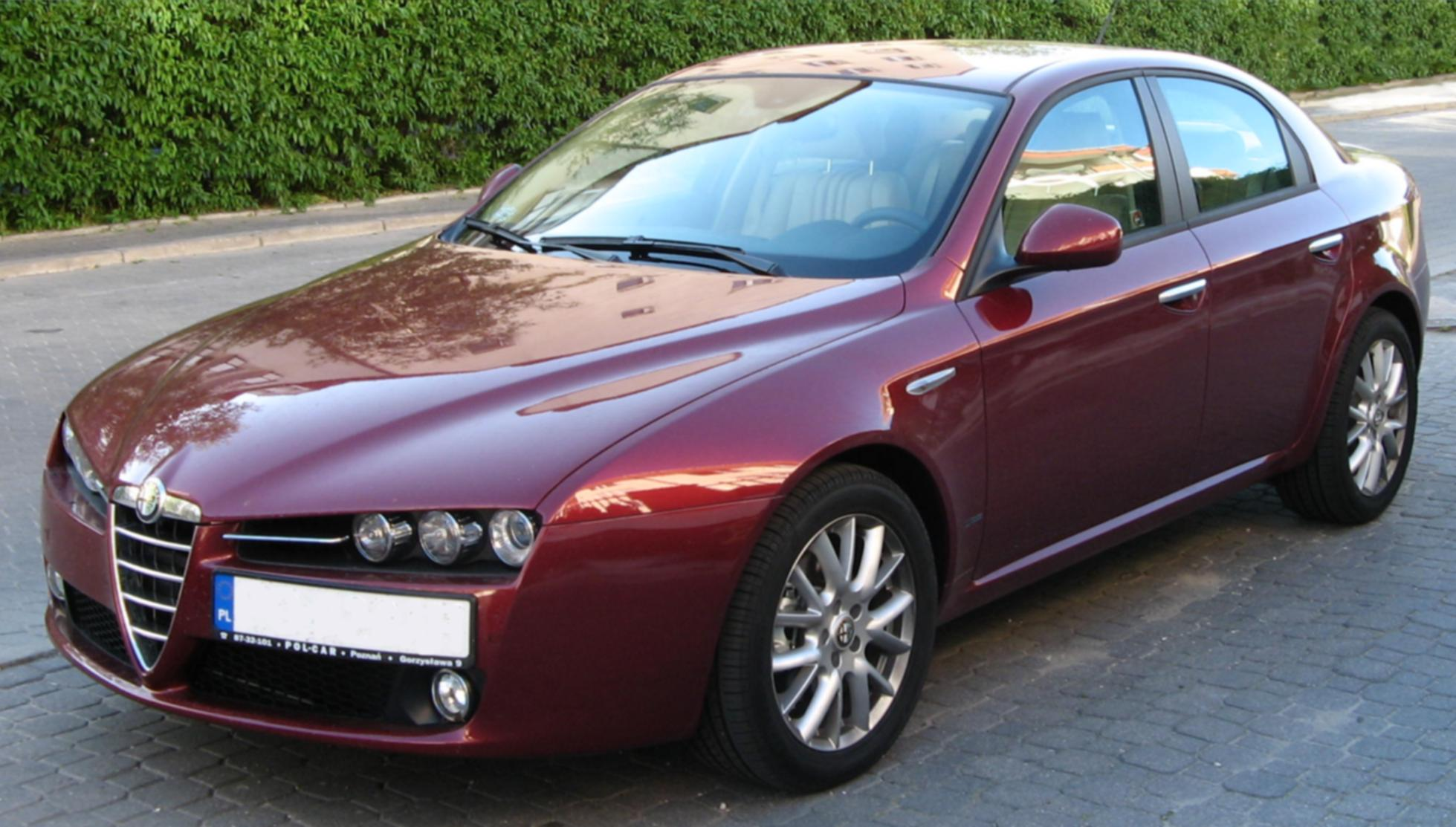
Alfa Romeo 159 berline.
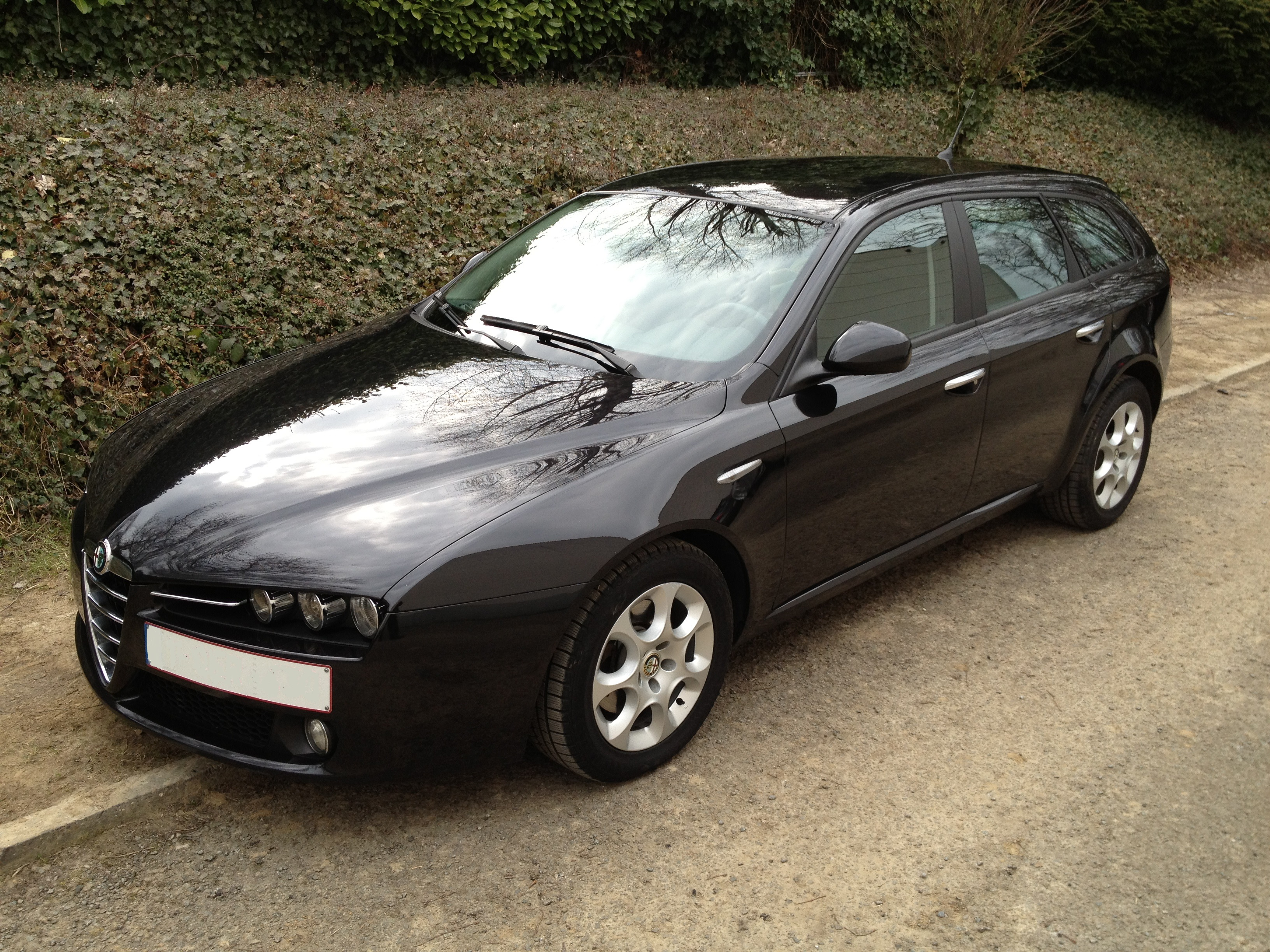
Alfa Romeo 159 Break.
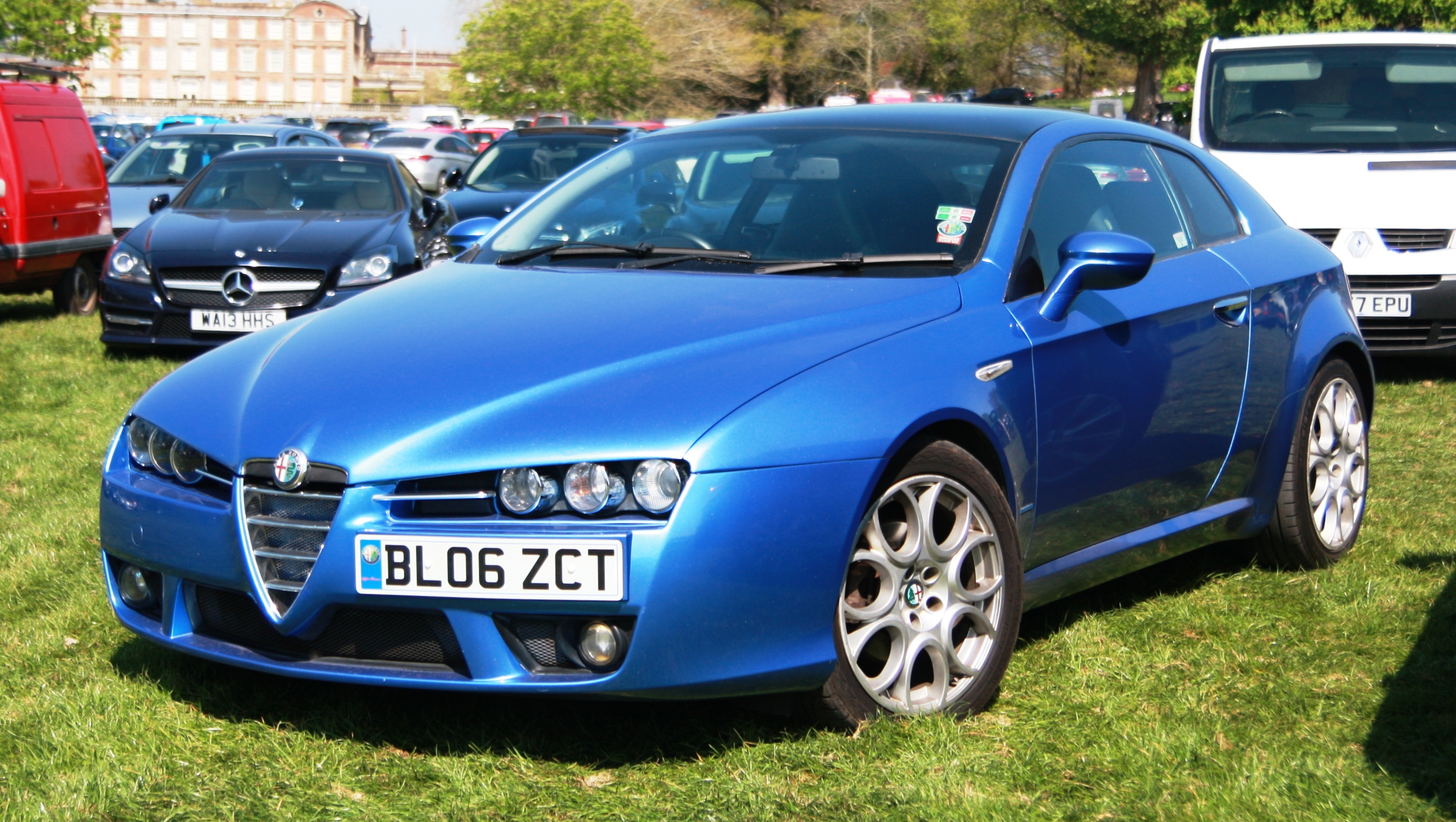
Alfa Romeo Brera.
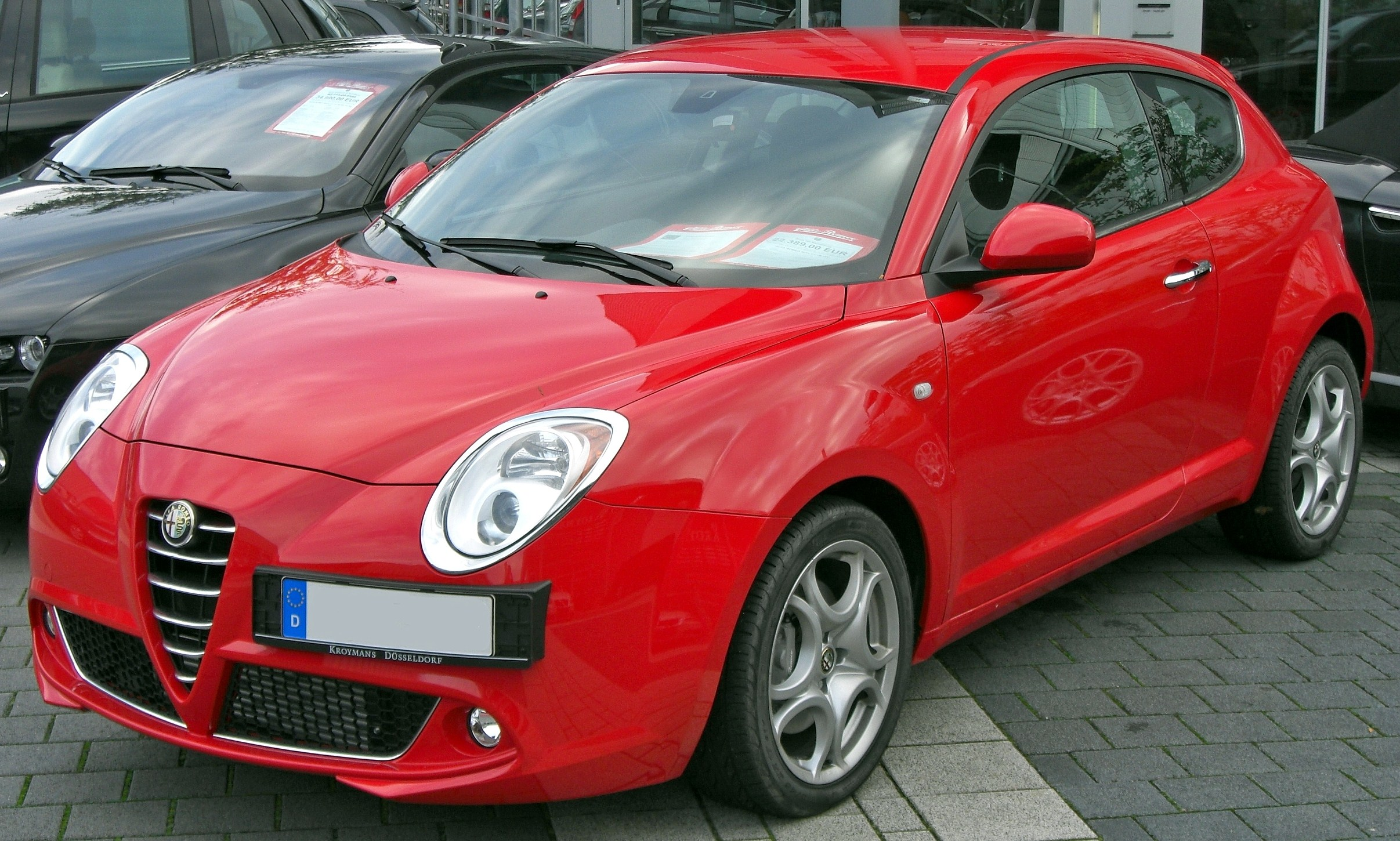
Alfa Romeo MiTo.
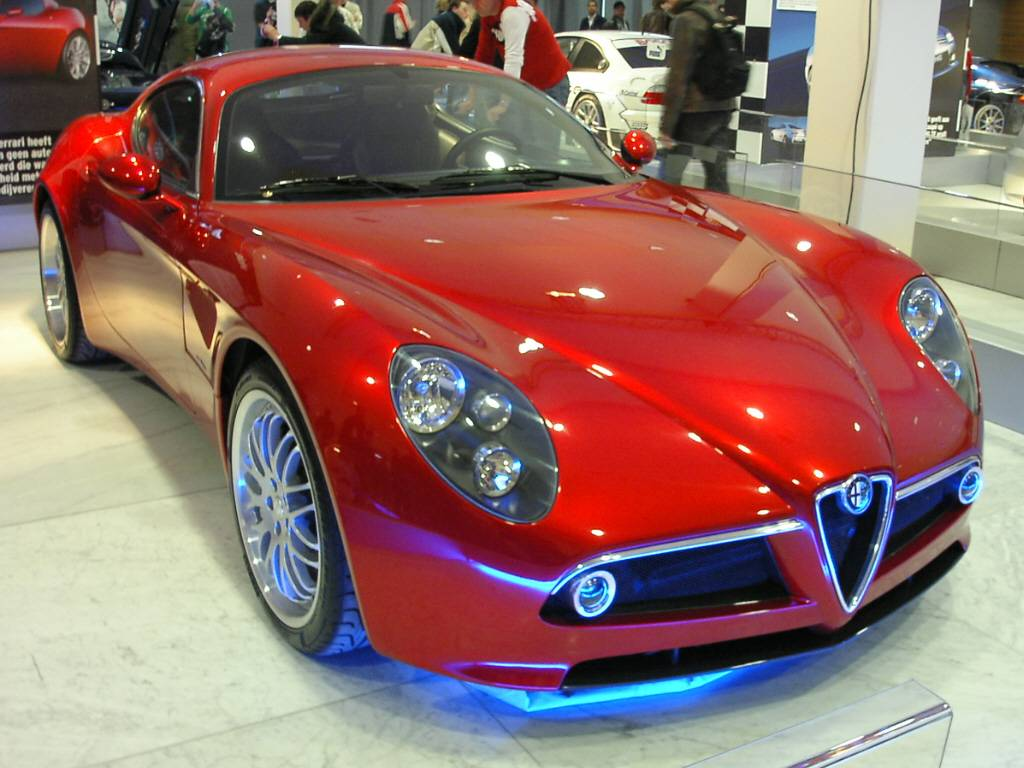
Alfa Romeo 8C Competizione.

### Années 2010
Alfa Romeo avait promis que la remplaçante de l'Alfa 147, la future 149, serait prête en début d'année 2009. Elle subit quelques retards dus à la priorité accordée à la MiTo et à la sortie de la nouvelle Lancia Delta, et sort finalement début 2010 sous le nom de Giulietta.
L'Alfa Romeo 4C, un coupé deux places à moteur en position centrale, est disponible depuis septembre 2013. Elle dispose d'un moteur 1 742 cm3 TBi tout en aluminium qui développe 240 ch et la porte à plus de 250 km/h. La 4C a pour ambition de rivaliser avec la Lotus Elise et la Porsche Cayman.
Le 6 mai 2014, Fiat annonce un investissement de cinq milliards d'euros jusqu'en 2018 pour relancer Alfa Romeo, avec huit nouveaux modèles prévus,.
Le 24 juin 2015, Sergio Marchionne, administrateur délégué du groupe FCA, présente la nouvelle Alfa Romeo Giulia en version Quadrifoglio bénéficiant d’un moteur V6 biturbo de 510 ch dérivé du V8 F154 Ferrari amputé de deux cylindres et développé en collaboration avec les ingénieurs Ferrari,.

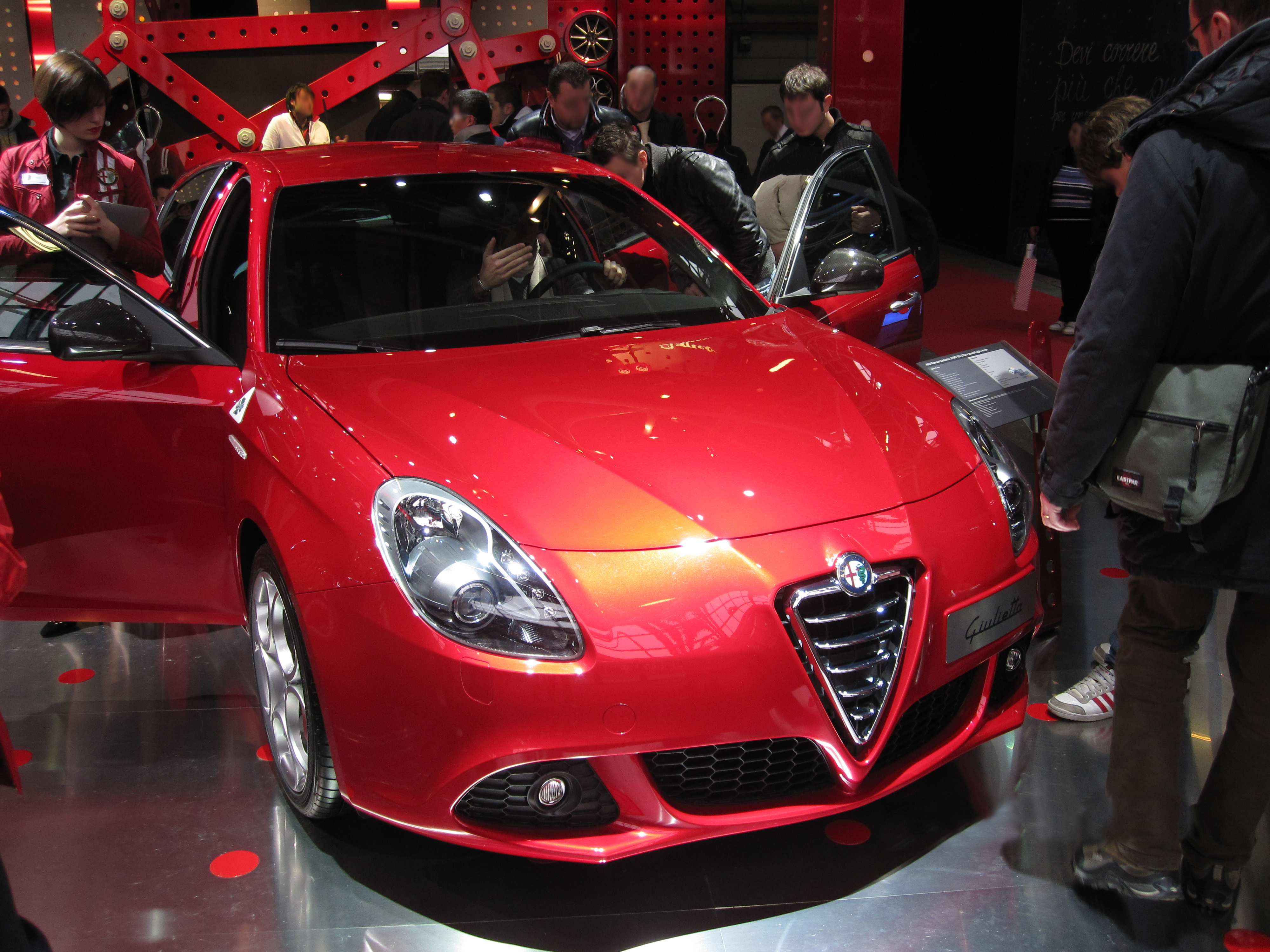
Alfa Romeo Giulietta.
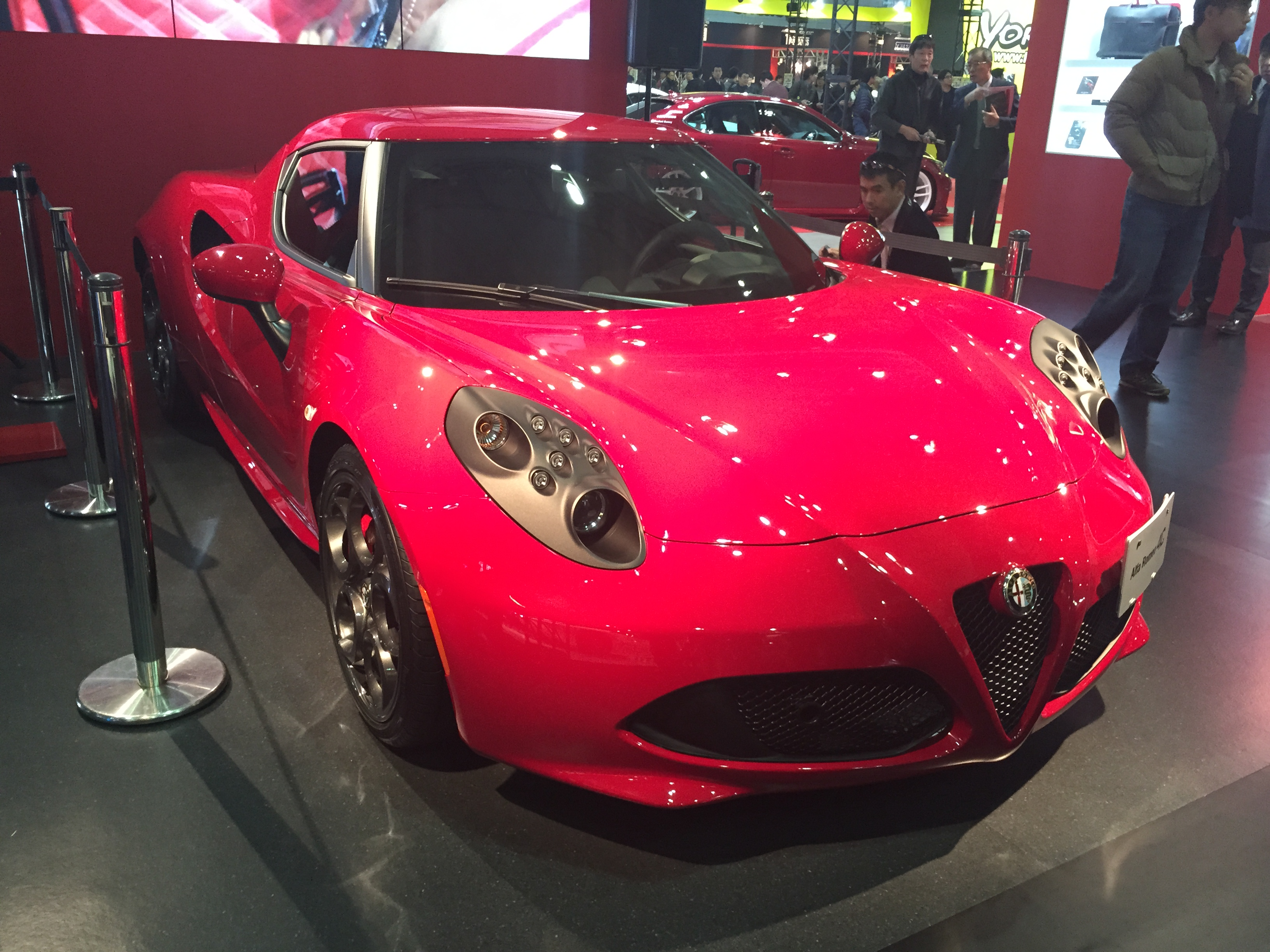
Alfa Romeo 4C.
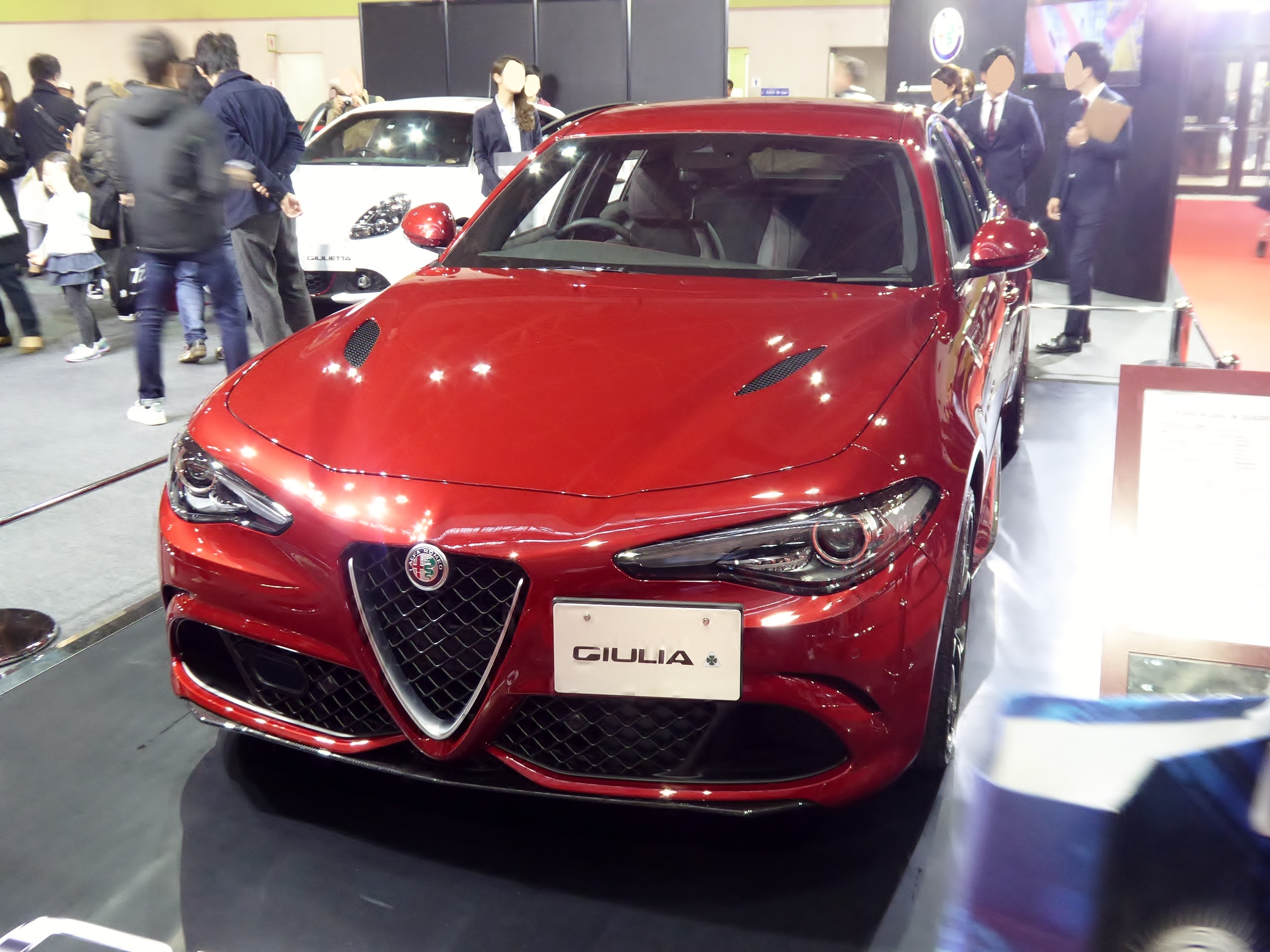
Alfa Romeo Giulia Quadrifoglio.
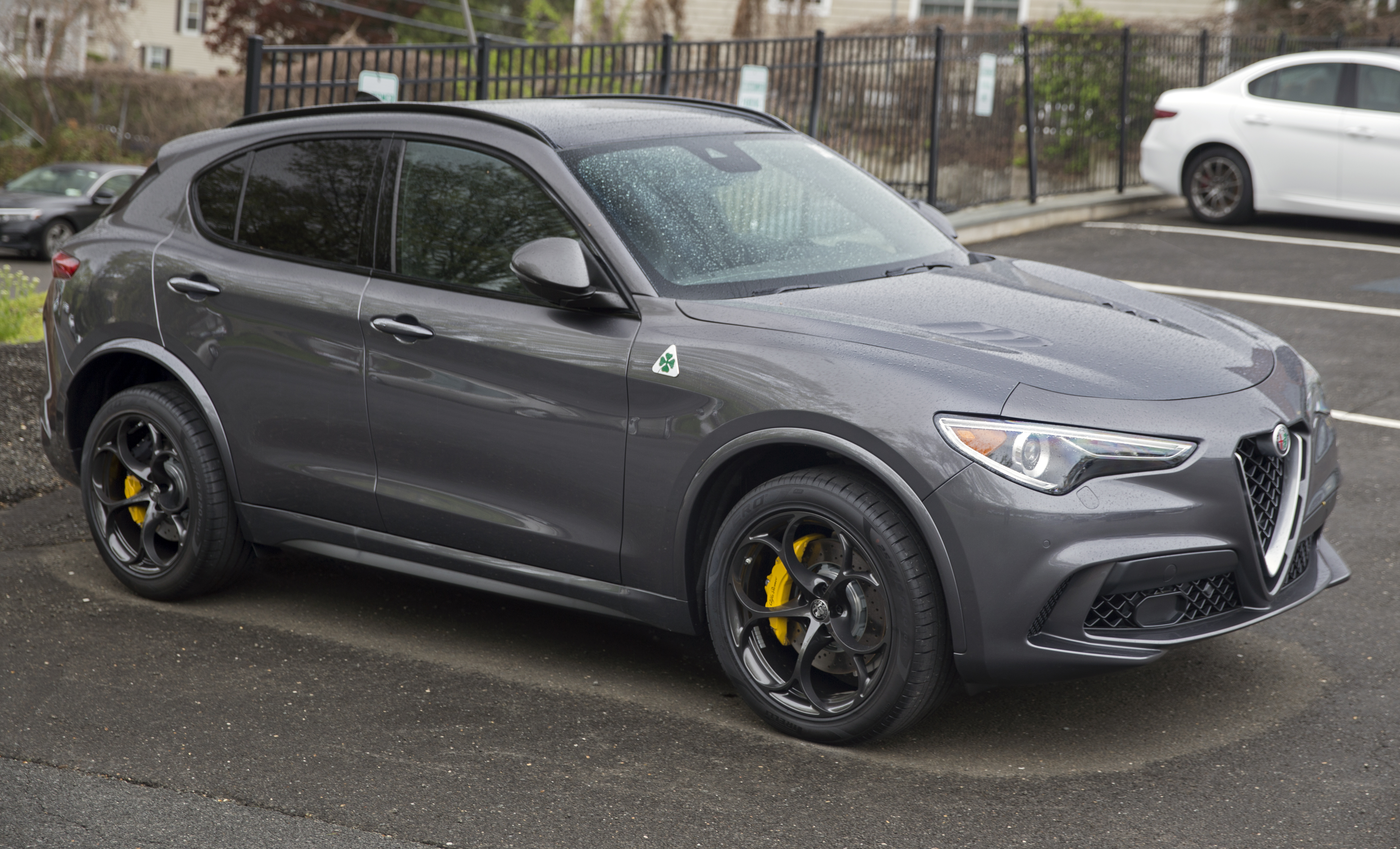
Alfa Romeo Stelvio Quadrifoglio 4WD.

### Années 2020
Le 21 avril 2021, Alfa Romeo transfère son siège social dans la partie réaménagée de l'usine Fiat Mirafiori, intitulée « Centro Stile ».
Le premier véhicule électrifié d'Alfa Romeo est le Tonale hybride rechargeable, lancé en 2022. La première Alfa Romeo électrique est lancée en 2024, nommée Milano et il s'agit d'un SUV urbain.
Alfa Romeo a pour objectif de proposer une gamme électrique en 2027. Jean-Philippe Imparato, directeur général de l'entreprise depuis 2020, affirme que « c'est probablement le virage le plus rapide d'un constructeur historique ».

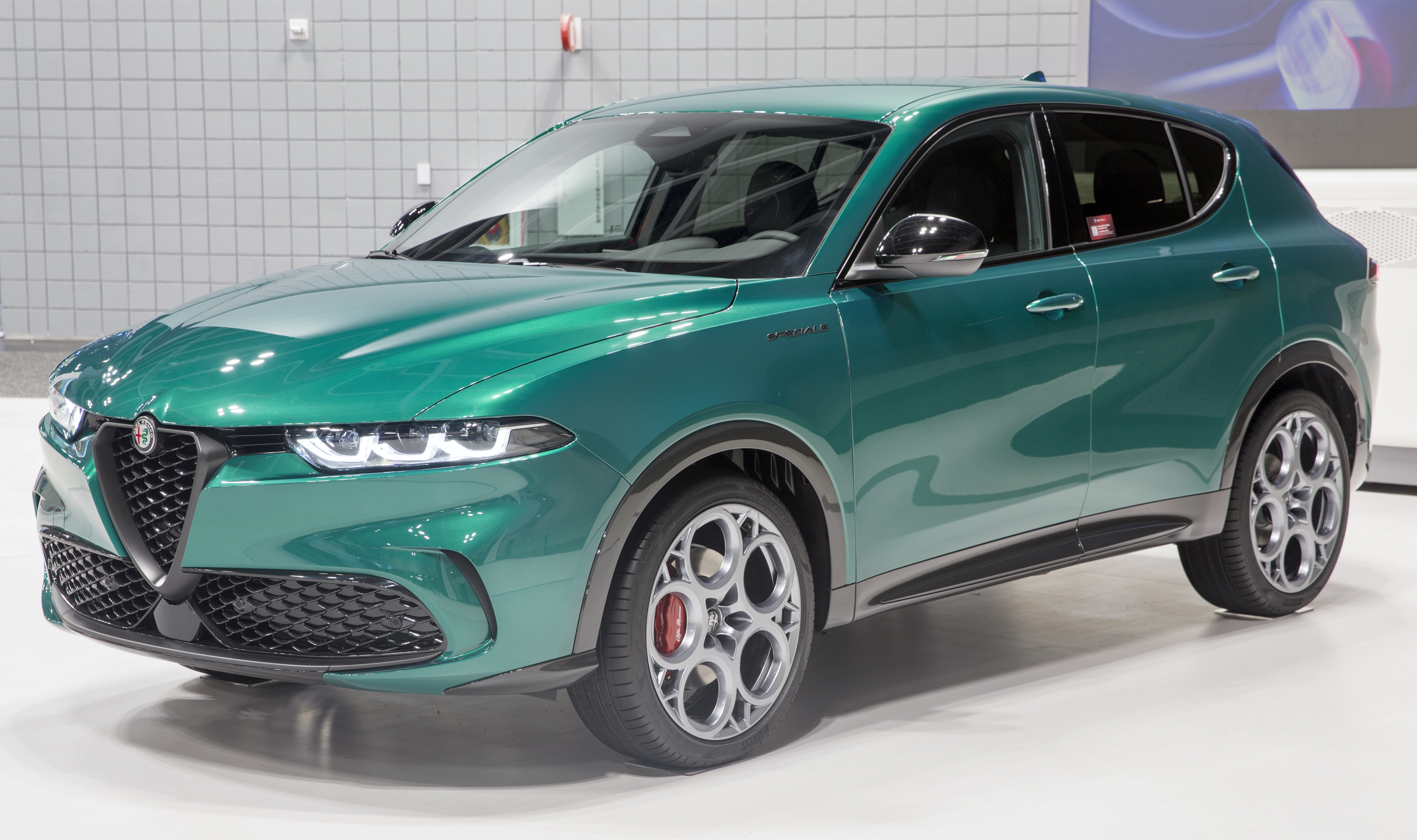
Alfa Romeo Tonale Speciale Verde Montreal, 2022

## Identité visuelle

Blason de Milan.
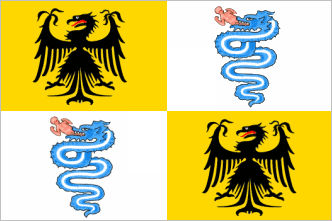
Armes du duché de Milan comprenant la vouivre biscione (ou guivre).
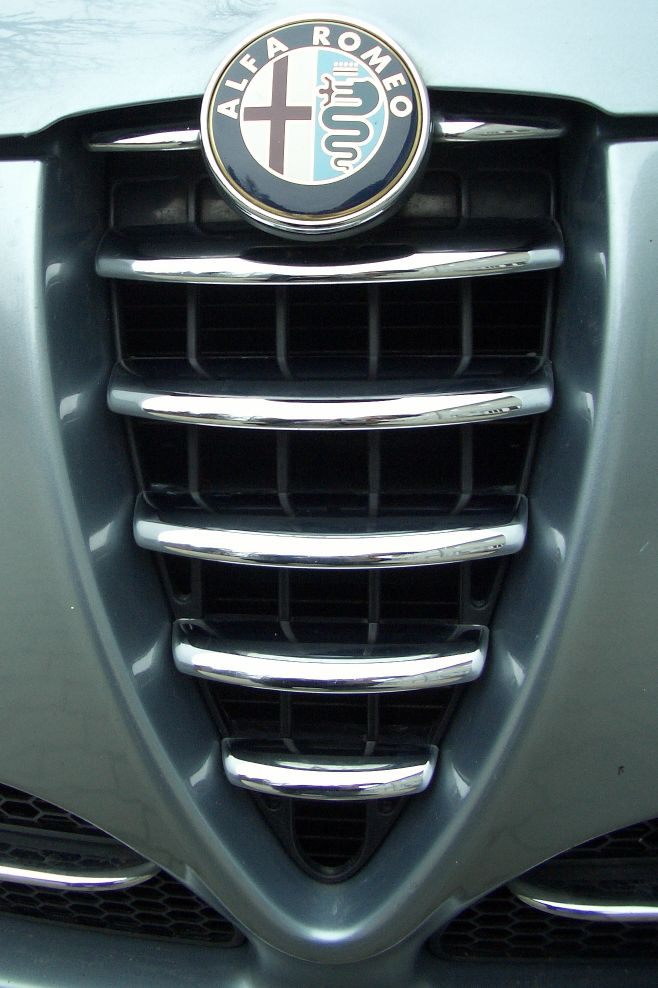
Écusson et logo Alfa Romeo.
1972-2015.
Depuis 2015.

Alfa Romeo possède la caractéristique, contrairement à quasiment tous les constructeurs automobiles, de n'avoir jamais changé radicalement de logo. En effet, depuis l'origine de la marque, le logo a toujours été rond et divisé verticalement en deux avec à gauche la croix rouge sur fond blanc, symbole de la ville de Milan et à droite la fameuse vouivre biscione, c'est-à-dire le serpent dévorant un enfant, symbole des Visconti.
Les seuls changements ne concernent que le contour :
- en 1910, il ne comporte que les mentions ALFA et MILANO divisées par deux nœuds de la maison de Savoie en hommage au royaume d'Italie, dont la famille « di Savoia » (Savoie) est à l'origine ;
- en 1912 : légères variations graphiques par rapport à l'original, avec les mêmes éléments ;
- en 1915 : l'insertion du nom ROMEO, après le rachat de la marque par Nicola Romeo ;
- en 1925 : l'ajout d'une couronne de lauriers en souvenir de la victoire de l'Alfa Romeo P2, pilotée par Gastone Brilli-Peri, lors du premier championnat du monde ;
- de 1945 à 1950 : badge monocouleur à la suite de la disparition du moule. Les nœuds sont remplacés par des lignes ondulées après la proclamation de la République d'Italie ;
- en 1950 : le badge retrouve sa gloire et ses couleurs d'avant-guerre ;
- en 1972 : après la mise en service de l'usine Alfasud de Pomigliano d'Arc en 1971, l'indication MILANO est supprimée, tout comme les lignes ondulées et la couronne de lauriers ;
- en 1982 : augmentation du diamètre, disparition de la couronne d'olivier et légères évolutions graphiques ;
- en 2015 : nouvelle typographie, tous les éléments dorés sont désormais argentés, la séparation centrale blanche et bleue disparait au profit d'un fond unique gris métallique pointillé. L'Alfa Giulia sera la première à arborer ce nouveau logo[14].

Quasiment toutes les Alfa Romeo construites depuis les années 1950 arborent un motif central de calandre en forme d'écu (un triangle isocèle curviligne, pointe en bas) il est appelé Scudetto (petit écu) en italien ; il est décliné dans différentes proportions en fonction du style de la voiture.

## Économie

### Effectifs
Lors de la création de la société en 1910, Alfa compte 250 salariés, puis 2 200 en 1919 durant la phase de reconstruction après la Première Guerre mondiale. Cet effectif se réduit à 1 200 en 1920 pendant la première crise économique. Avec l'amélioration de la conjoncture et le développement et la diversification de l'entreprise, les effectifs passent à 6 000 en 1937 et franchissent le cap des 8 000 durant la Seconde Guerre mondiale, quand la production des moteurs d'avions devient prépondérante dans l'usine de Portello. Après sa destruction, sa reconstruction et la reprise de la production automobile des années 1950, les effectifs sont d'un peu plus de 6 000 salariés avec la mise en service des chaînes de montage de l'Alfa Romeo 1900, .
Avec l'ouverture de l'usine de moteurs d'avions à Pomigliano et de voitures d'Arese, en 1982, on compte 30 000 salariés : quelques milliers à Milan Portello, 8 000 à Pomigliano d'Arco et 19 000 à Arese.
La grave crise pétrolière des années 1980 a pour conséquence de réduire les activités de l'usine d'Arese avec la baisse des effectifs ramenés à 16 000 en 1986 et à 9 500 en 1994. Actuellement, l'usine de Portello est démantelée, Arese n'occupe plus que 500 salariés en bureau d'études et Pomigliano d'Arco compte 6 000 salariés. Tous les modèles de la marque, à l'exception de la MiTo, sont fabriqués à Pomigliano. Cette dernière a été fermée de janvier à mars 2008 pour être entièrement restructurée et modernisée. Toutes les lignes sont hautement robotisées et le personnel a été formé aux nouvelles méthodes de travail.

### Chiffres de vente
| Année | Ventes mondiales du constructeur Alfa Romeo | Ventes mondiales du constructeur Alfa Romeo | Ventes mondiales du constructeur Alfa Romeo | Ventes mondiales du constructeur Alfa Romeo | Ventes mondiales du constructeur Alfa Romeo | Ventes mondiales du constructeur Alfa Romeo | Ventes mondiales du constructeur Alfa Romeo | Ventes mondiales du constructeur Alfa Romeo | Ventes mondiales du constructeur Alfa Romeo | Ventes mondiales du constructeur Alfa Romeo | Ventes mondiales du constructeur Alfa Romeo | Ventes mondiales du constructeur Alfa Romeo | Ventes mondiales du constructeur Alfa Romeo | Ventes mondiales du constructeur Alfa Romeo | Ventes mondiales du constructeur Alfa Romeo | Ventes mondiales du constructeur Alfa Romeo | Ventes mondiales du constructeur Alfa Romeo | Ventes mondiales du constructeur Alfa Romeo | Ventes mondiales du constructeur Alfa Romeo | Ventes mondiales du constructeur Alfa Romeo | Ventes mondiales du constructeur Alfa Romeo | Ventes mondiales du constructeur Alfa Romeo | Ventes mondiales du constructeur Alfa Romeo | Ventes mondiales du constructeur Alfa Romeo | Ventes mondiales du constructeur Alfa Romeo | Ventes mondiales du constructeur Alfa Romeo | Ventes mondiales du constructeur Alfa Romeo | Ventes mondiales du constructeur Alfa Romeo | Ventes mondiales du constructeur Alfa Romeo | Ventes mondiales du constructeur Alfa Romeo | Ventes mondiales du constructeur Alfa Romeo | Ventes mondiales du constructeur Alfa Romeo | Ventes mondiales du constructeur Alfa Romeo | Ventes mondiales du constructeur Alfa Romeo | Ventes mondiales du constructeur Alfa Romeo | Ventes mondiales du constructeur Alfa Romeo | Ventes mondiales du constructeur Alfa Romeo | Ventes mondiales du constructeur Alfa Romeo | Ventes mondiales du constructeur Alfa Romeo | Ventes mondiales du constructeur Alfa Romeo | Ventes mondiales du constructeur Alfa Romeo | Ventes mondiales du constructeur Alfa Romeo | Ventes mondiales du constructeur Alfa Romeo | Ventes mondiales du constructeur Alfa Romeo | Ventes mondiales du constructeur Alfa Romeo | Ventes mondiales du constructeur Alfa Romeo | Ventes mondiales du constructeur Alfa Romeo | Ventes mondiales du constructeur Alfa Romeo | Ventes mondiales du constructeur Alfa Romeo | Ventes mondiales du constructeur Alfa Romeo | Ventes mondiales du constructeur Alfa Romeo | Ventes mondiales du constructeur Alfa Romeo | Ventes mondiales du constructeur Alfa Romeo | Ventes mondiales du constructeur Alfa Romeo | Ventes mondiales du constructeur Alfa Romeo | Ventes mondiales du constructeur Alfa Romeo | Ventes mondiales du constructeur Alfa Romeo | Ventes mondiales du constructeur Alfa Romeo | Ventes mondiales du constructeur Alfa Romeo | Ventes mondiales du constructeur Alfa Romeo | Ventes mondiales du constructeur Alfa Romeo | Ventes mondiales du constructeur Alfa Romeo | Ventes mondiales du constructeur Alfa Romeo | Ventes mondiales du constructeur Alfa Romeo | Ventes mondiales du constructeur Alfa Romeo | Ventes mondiales du constructeur Alfa Romeo |
| Année |                                             |                                             |                                             |                                             |                                             | 40 000                                      |                                             |                                             |                                             |                                             | 50 000                                      |                                             |                                             |                                             |                                             | 60 000                                      |                                             |                                             |                                             |                                             | 70 000                                      |                                             |                                             |                                             |                                             | 80 000                                      |                                             |                                             |                                             |                                             | 90 000                                      |                                             |                                             |                                             |                                             | 100 000                                     |                                             |                                             |                                             |                                             | 110 000                                     |                                             |                                             |                                             |                                             | 120 000                                     |                                             |                                             |                                             |                                             | 130 000                                     |                                             |                                             |                                             |                                             | 140 000                                     |                                             |                                             |                                             |                                             | 150 000                                     |                                             |                                             |                                             |                                             | 1 600 000                                   |
| ----- | ------------------------------------------- | ------------------------------------------- | ------------------------------------------- | ------------------------------------------- | ------------------------------------------- | ------------------------------------------- | ------------------------------------------- | ------------------------------------------- | ------------------------------------------- | ------------------------------------------- | ------------------------------------------- | ------------------------------------------- | ------------------------------------------- | ------------------------------------------- | ------------------------------------------- | ------------------------------------------- | ------------------------------------------- | ------------------------------------------- | ------------------------------------------- | ------------------------------------------- | ------------------------------------------- | ------------------------------------------- | ------------------------------------------- | ------------------------------------------- | ------------------------------------------- | ------------------------------------------- | ------------------------------------------- | ------------------------------------------- | ------------------------------------------- | ------------------------------------------- | ------------------------------------------- | ------------------------------------------- | ------------------------------------------- | ------------------------------------------- | ------------------------------------------- | ------------------------------------------- | ------------------------------------------- | ------------------------------------------- | ------------------------------------------- | ------------------------------------------- | ------------------------------------------- | ------------------------------------------- | ------------------------------------------- | ------------------------------------------- | ------------------------------------------- | ------------------------------------------- | ------------------------------------------- | ------------------------------------------- | ------------------------------------------- | ------------------------------------------- | ------------------------------------------- | ------------------------------------------- | ------------------------------------------- | ------------------------------------------- | ------------------------------------------- | ------------------------------------------- | ------------------------------------------- | ------------------------------------------- | ------------------------------------------- | ------------------------------------------- | ------------------------------------------- | ------------------------------------------- | ------------------------------------------- | ------------------------------------------- | ------------------------------------------- | ------------------------------------------- |
| 2016  | 93 117                                      | 93 117                                      | 93 117                                      | 93 117                                      | 93 117                                      | 93 117                                      | 93 117                                      | 93 117                                      | 93 117                                      | 93 117                                      | 93 117                                      | 93 117                                      | 93 117                                      | 93 117                                      | 93 117                                      | 93 117                                      | 93 117                                      | 93 117                                      | 93 117                                      | 93 117                                      | 93 117                                      | 93 117                                      | 93 117                                      | 93 117                                      | 93 117                                      | 93 117                                      | 93 117                                      | 93 117                                      | 93 117                                      | 93 117                                      | 93 117                                      | 93 117                                      |                                             |                                             |                                             |                                             |                                             |                                             |                                             |                                             |                                             |                                             |                                             |                                             |                                             |                                             |                                             |                                             |                                             |                                             |                                             |                                             |                                             |                                             |                                             |                                             |                                             |                                             |                                             |                                             |                                             |                                             |                                             |                                             |                                             |                                             |
| 2017  | 150 722                                     | 150 722                                     | 150 722                                     | 150 722                                     | 150 722                                     | 150 722                                     | 150 722                                     | 150 722                                     | 150 722                                     | 150 722                                     | 150 722                                     | 150 722                                     | 150 722                                     | 150 722                                     | 150 722                                     | 150 722                                     | 150 722                                     | 150 722                                     | 150 722                                     | 150 722                                     | 150 722                                     | 150 722                                     | 150 722                                     | 150 722                                     | 150 722                                     | 150 722                                     | 150 722                                     | 150 722                                     | 150 722                                     | 150 722                                     | 150 722                                     | 150 722                                     | 150 722                                     | 150 722                                     | 150 722                                     | 150 722                                     | 150 722                                     | 150 722                                     | 150 722                                     | 150 722                                     | 150 722                                     | 150 722                                     | 150 722                                     | 150 722                                     | 150 722                                     | 150 722                                     | 150 722                                     | 150 722                                     | 150 722                                     | 150 722                                     | 150 722                                     | 150 722                                     | 150 722                                     | 150 722                                     | 150 722                                     | 150 722                                     | 150 722                                     | 150 722                                     | 150 722                                     | 150 722                                     | 150 722                                     |                                             |                                             |                                             |                                             |                                             |
| 2022  | 52 530                                      | 52 530                                      | 52 530                                      | 52 530                                      | 52 530                                      | 52 530                                      | 52 530                                      | 52 530                                      | 52 530                                      | 52 530                                      | 52 530                                      | 52 530                                      |                                             |                                             |                                             |                                             |                                             |                                             |                                             |                                             |                                             |                                             |                                             |                                             |                                             |                                             |                                             |                                             |                                             |                                             |                                             |                                             |                                             |                                             |                                             |                                             |                                             |                                             |                                             |                                             |                                             |                                             |                                             |                                             |                                             |                                             |                                             |                                             |                                             |                                             |                                             |                                             |                                             |                                             |                                             |                                             |                                             |                                             |                                             |                                             |                                             |                                             |                                             |                                             |                                             |                                             |

### Production
Récapitulatif de la production d'automobiles Alfa Romeo de 1960 à 2019 selon les données de l'ANFIA (Association Nationale Italienne Secteur Automobile)(dernière année de production connue)
Évolution de la production d'automobiles Alfa Romeo de 1960 à 2019
Pour des raisons techniques, il est temporairement impossible d'afficher le graphique qui aurait dû être présenté ici.

| Année | Production |
| ----- | ---------- |
| 1960  | 57 870     |
| 1961  | 57 171     |
| 1962  | 56 640     |
| 1963  | 85 605     |
| 1964  | 65 193     |
| 1965  | 61 236     |
| 1966  | 59 971     |
| 1967  | 76 831     |
| 1968  | 97 220     |
| 1969  | 104 305    |
| 1970  | 107 989    |
| 1971  | 123 309    |
| 1972  | 140 595    |
| 1973  | 204 902    |
| 1974  | 208 386    |
| 1975  | 189 682    |
| 1976  | 201 145    |
| 1977  | 201 118    |
| 1978  | 219 499    |
| 1979  | 207 514    |
| 1980  | 219 571    |
| 1981  | 197 287    |
| 1982  | 188 773    |
| 1983  | 206 926    |
| 1984  | 200 103    |
| 1985  | 157 625    |
| 1986  | 168 074    |
| 1987  | 192 024    |
| 1988  | 229 003    |
| 1989  | 233 207    |
| 1990  | 174 630    |
| 1991  | 152 354    |
| 1992  | 109 598    |
| 1993  | 108 097    |
| 1994  | 156 867    |
| 1995  | 156 867    |
| 1996  | 113 800    |
| 1997  | 160 590    |
| 1998  | 197 680    |
| 1999  | 208 336    |
| 2000  | 206 836    |
| 2001  | 213 638    |
| 2002  | 187 437    |
| 2003  | 182 469    |
| 2004  | 162 116    |
| 2005  | 132 441    |
| 2006  | 157 775    |
| 2007  | 151 811    |
| 2008  | 109 859    |
| 2009  | 104 223    |
| 2010  | 122 959    |
| 2011  | 136 127    |
| 2012  | 92 053     |
| 2013  | 75 428     |
| 2014  | 66 466     |
| 2015  | 62 046     |
| 2016  | 86 186     |
| 2017  | 147 245    |
| 2018  | 109 814    |
| 2019  | 66 552     |

## Implantations

### Italie
- Portello de Milan (1915-1985) : transfert progressif à Arese, le centre style ayant été le dernier service actif au Portello (depuis 2010 : centre commercial)[21].
- Pomigliano d'Arco (1939) : ancien site de la division aviation.
- Pomigliano d'Arco (1972) : nouveau site industriel construit pour la fabrication de l'Alfasud (depuis 2008 appelé usine Giambattista Vico[22], produisant depuis 2011 la Fiat Panda III).
- Arese (1963-) : transformé en 2000 par Fiat pour la production de véhicules avancés, type hybride, hydrogène et GNV. En 2013, seuls restent le Musée historique Alfa Romeo et les archives.

#### Usine de Portello
L'usine de Portello est le premier site industriel du constructeur milanais, mis en service en 1910.

#### Usine d'Arese
L'usine d'Arese, mise en service au début des années 1960, était la plus importante du constructeur Alfa Romeo. Elle est aujourd'hui fermée.

#### Usine de Pomigliano d'Arco
Site industriel récent construit en 1970-72 pour la fabrication de l'Alfasud, appelé depuis 2008 « usine Giambattista Vico ».

#### Usine Fiat-Mirafiori
Site industriel géant inauguré en 1939 dont la surface a été doublée en 1956 où 50 000 ouvriers y travaillaient en 3×8 en 1970. L'usine a produit de 2008 à 2018 l'Alfa Romeo Mito et actuellement le Maserati Levante.

#### Usine Fiat-Cassino
Site industriel inauguré en 1971 où sont fabriqués les modèles Giulietta depuis 2010, Giulia depuis 2016 et Stelvio depuis 2017.

### Reste du monde

#### Brésil
Alfa Romeo a longtemps possédé une antenne au Brésil. Tout commence en 1952, lorsque le gouvernement brésilien veut lancer les bases de la construction automobile dans le pays avec en priorité les moyens de transport des marchandises, donc les camions. Après une première tentative avec le constructeur italien Isotta Fraschini en 1949, mais qui s'arrête en décembre 1951 à cause de la disparition de la marque, c'est Alfa Romeo qui est choisi pour assurer son remplacement.
Le constructeur brésilien F.N.M. (Fábrica Nacional de Motores) obtint des licences de fabrication pour différents modèles de camions Alfa Romeo et commença les fabrications en 1952. Plus de quinze mille véhicules seront produits jusqu'en 1960 dont un certain nombre de châssis pour autocars et autobus. Les produits FNM-Alfa Romeo obtiennent un franc succès dans ce pays qui est soumis au quasi-monopole des importations de produits américains.
C'est en 1961 que débute la fabrication de voitures de tourisme sous licence Alfa Romeo, dont la FNM 2000, version brésilienne de l'Alfa Romeo 2000 de 1958.
En 1968, Alfa Romeo prend le contrôle de F.N.M. La fabrication des voitures se poursuit jusqu'en 1988.
En 1973, Alfa Romeo cède au groupe Fiat SpA 43 % de la branche camions de F.N.M. qui est immédiatement intégrée dans Fiat V.I.
En 1986, le groupe Fiat Holding SpA rachète la totalité du groupe Alfa Romeo et récupère le solde de F.N.M., les divisions automobiles et camions. La fabrication de camions cesse en 1985 avant de reprendre sous le label Iveco en 2000 dans une toute nouvelle usine.
L'Alfa Romeo 2300 reste en production jusqu'à la fin de l'année 1988.

#### Afrique du Sud
La filiale Alfa Romeo South Africa Ltd a été créée le 20 novembre 1962 avec son siège social à Johannesbourg. De 1974 à 1985, Alfa Romeo fabrique les modèles Giulia et Alfetta en Afrique du Sud dans une usine située à Brits, petite ville à cinquante kilomètres de Pretoria et à cent kilomètres de Johannesbourg.

#### Thaïlande
De 2002 à 2004, du temps des accords commerciaux entre Fiat Auto SpA et GM, les Alfa Romeo 156 destinées aux marchés asiatiques avec conduite à droite et plus particulièrement à destination du Japon, furent assemblées, à la cadence de vingt voitures par jour en Thaïlande dans l'usine General Motors de Rayong à environ 120 km à l'Est de Bangkok.

## Principaux titres sportifs

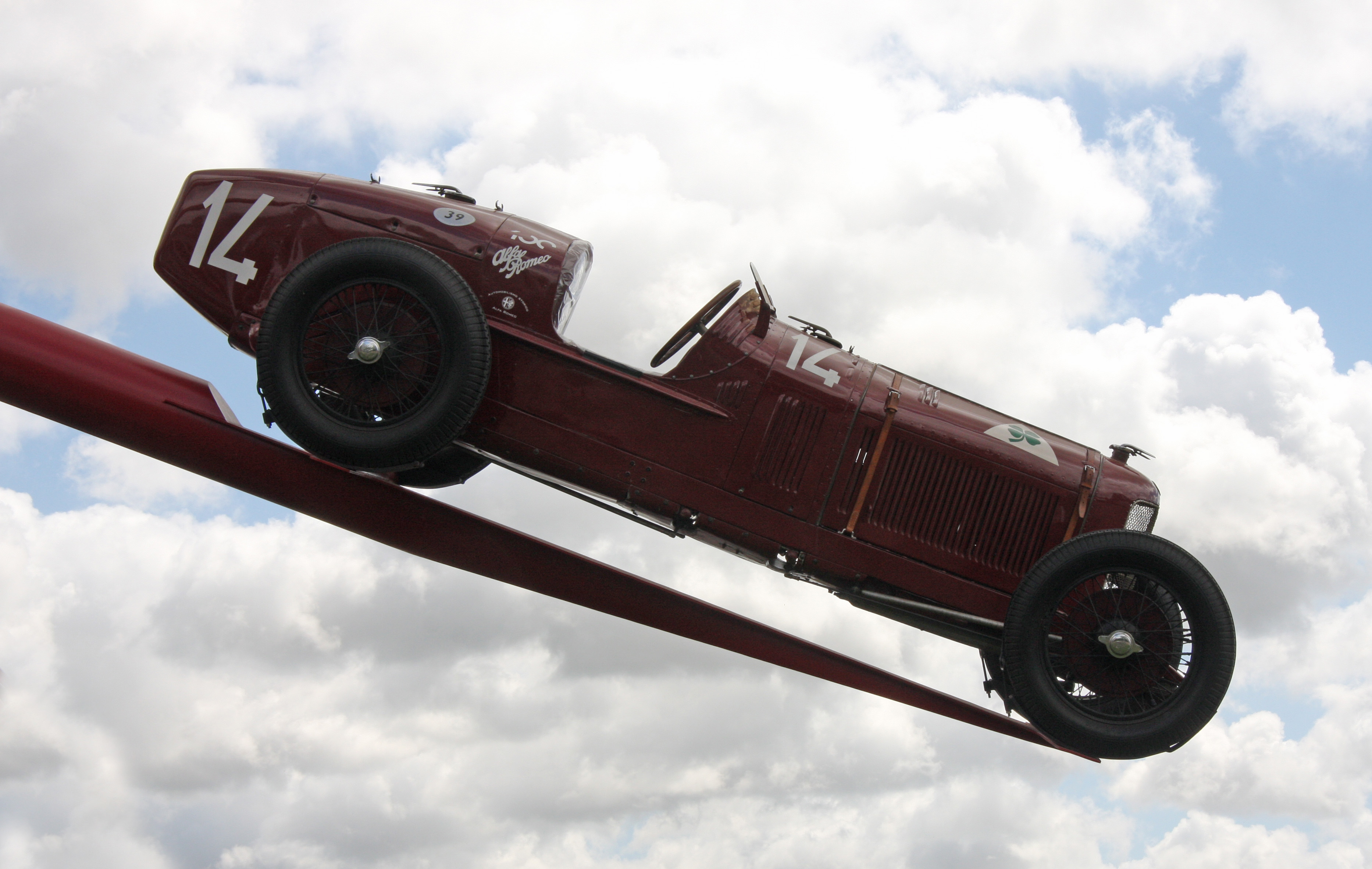
L'Alfa Romeo P2 accrochée au monument du Goodwood Festival of Speed, pour la saison 2010.

### Avant-guerre
- Championnat du monde des manufacturiers 1925 (sur Alfa Romeo P2, avec Antonio Ascari, Gastone Brilli-Peri, et Giuseppe Campari).
- Championnat d'Europe des pilotes 1931 (Ferdinando Minoia, sur Alfa Romeo Monza, deuxième Giuseppe Campari, même voiture).
- Championnat d'Europe des pilotes 1932 (Tazio Nuvolari[23], sur Alfa Romeo Tipo B, deuxième Baconin Borzacchini et troisième Rudolf Caracciola, mêmes voitures).
- Championnat d'Europe de la montagne des voitures de course 1932 (avec Rudolf Caracciola, sur Alfa Romeo Monza et Alfa Romeo Tipo B).
- Championnat d'Europe de la montagne des voitures de course 1933 (avec Carlo Felice Trossi, sur Alfa Romeo 8C 2600 et Alfa Romeo Tipo B).
- Championnat d'Europe de la montagne des voitures de sport 1933 (avec Mario Tadini, sur Alfa Romeo Monza).
- De même que les 24 Heures du Mans 1931, 1932, 1933 et 1934.

### Après-guerre

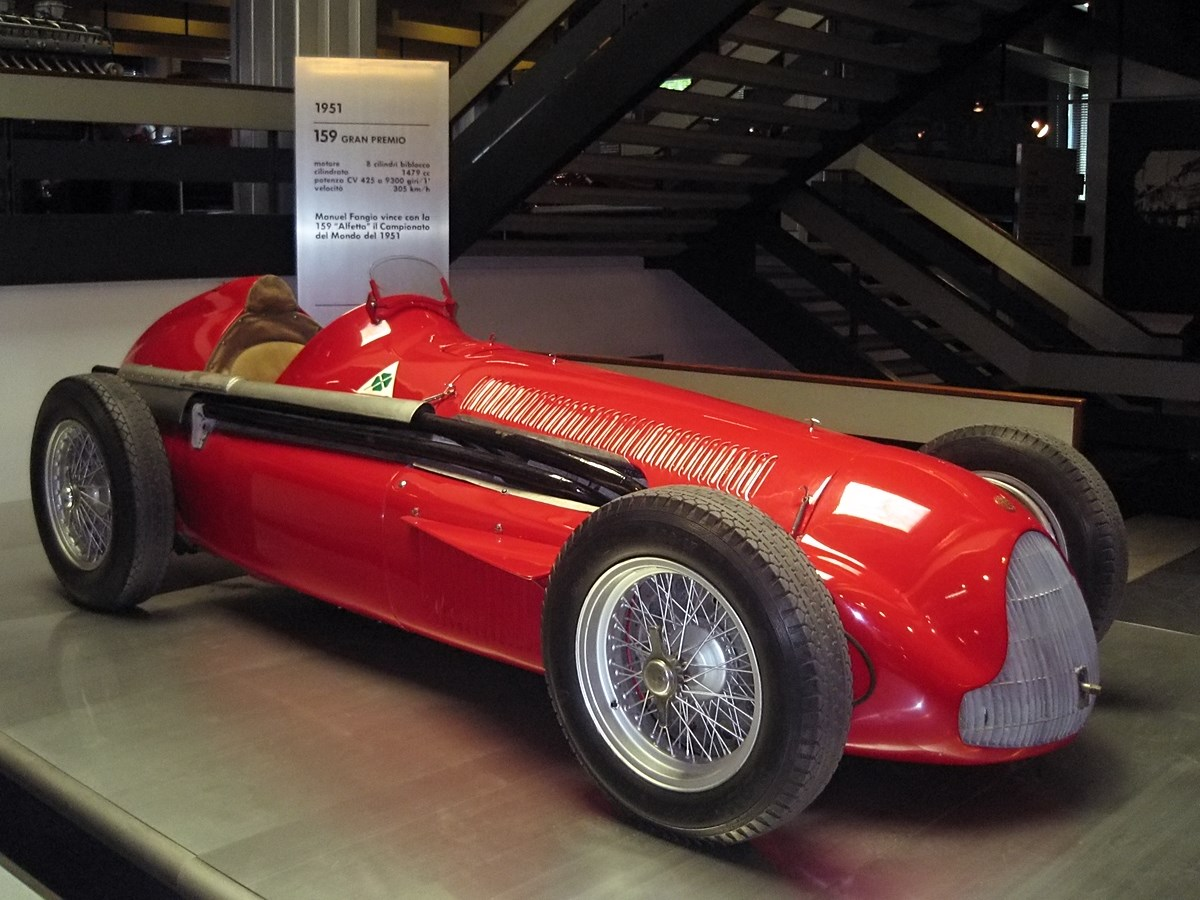
L'Alfa Romeo Type 159, victorieuse de quatre des huit courses du championnat F1 en 1951.

- Championnat du monde de Formule 1 1950 (avec Giuseppe Farina champion et Luigi Fagioli troisième).
- Championnat du monde de Formule 1 1951 (avec Juan Manuel Fangio champion et Giuseppe Farina quatrième).
- Championnat du monde des voitures de sport 1975 (sur Alfa Romeo 33TT12 avec essentiellement Arturo Merzario et Jacques Laffite chez Willi Kauhsen).
- Championnat du monde des voitures de sport 1977 (sur Alfa Romeo 33SC12s avec Vittorio Brambilla, Arturo Merzario et Jean-Pierre Jarier pour Autodelta SpA).

## Résultats aux 24 Heures du Mans
| Année | Écurie                          | Châssis    | Numéro | Catégorie   | Pilotes                               | Résultats |
| ----- | ------------------------------- | ---------- | ------ | ----------- | ------------------------------------- | --------- |
| 1931  | Automobili Alfa Romeo           | 8C         | 14     | 2001 à 3000 | Goffredo Zehender Attilio Marinoni    | Abandon   |
| 1932  | Automobili Alfa Romeo           | 8C         | 10     | 2001 à 3000 | Ferdinando Minoia Carlo Canavesi      | Abandon   |
| 1932  | Automobili Alfa Romeo           | 8C         | 11     | 2001 à 3000 | Franco Cortese Gian Battista Guidotti | 2e        |
| 1939  | Automobili Alfa Romeo R. Sommer | 6C 2500SS  | 25     | 2001 à 3000 | Prince Bira Raymond Sommer            | Abandon   |
| 1953  | SpA Alfa Romeo                  | 6C 3000 CM | 21     | 3001 à 5000 | Consalvo Sanesi Piero Carini          | Abandon   |
| 1953  | SpA Alfa Romeo                  | 6C 3000 CM | 22     | 3001 à 5000 | Juan Manuel Fangio Onofre Marimon     | Abandon   |
| 1953  | SpA Alfa Romeo                  | 6C 3000 CM | 23     | 3001 à 5000 | Karl Kling Fritz Reiss                | Abandon   |

## Musée historique Alfa Romeo
Le Musée historique Alfa Romeo a été voulu par le président d'Alfa Romeo, Giuseppe Luraghi. Il est situé dans un bâtiment construit à cet effet, tout près de l'ancienne usine d'Arese. Comprenant six étages, il abrite plus de cent modèles. Il dispose de quatre centres d'intérêt pour la visite :
- une section intégralement dédiée aux modèles fabriqués entre 1910 et aujourd'hui ;
- une section réservée aux études de style et aux dream-cars ;
- une section pour l'aéronautique ;
- une section qui recueille les modèles réduits et les trophées rapportés après 90 ans de compétitions.

## Curiosités
Cette section ne s'appuie pas, ou pas assez, sur des sources secondaires ou tertiaires indépendantes du sujet. Le texte peut contenir des analyses inexactes ou inédites de sources primaires.
Pour l'améliorer, ajoutez-en, ou placez des modèles {{Source secondaire souhaitée}} ou {{Source secondaire nécessaire}} sur les passages mal sourcés. (septembre 2023)
Le trèfle à quatre feuilles vert, Quadrifoglio Verde (Q-V), est employé pour symboliser les modèles les plus performants. Il apparaît pour la première fois sur la biplace RL de 1923, conduite par Ugo Sivocci et victorieuse à la Targa Florio, puis sur les coupés GTA, sur la Giulia TZ et la 33 Stradale 2 de 1968 puis sur le prototype 33 TT à douze cylindres. Ce trèfle est le symbole du 10e escadron de bombardement de l'aviation italienne qui s'illustra lors de la Première Guerre mondiale et repris par les pilotes Alfa. À partir de la berline Giulia Ti Super de 1963, le trèfle vert apparaît sur plusieurs autres sportives routières, dont les récentes MiTo QV et Giulietta QV. En 2013, on[style à revoir] le trouve sur la Berlinette 4C.
Plus rares, les trèfles en or, Quadrifoglio Oro, étaient destinés aux modèles plus luxueux ou équipés (Alfa 33 QO, Alfetta QO, Alfa 90 QO moteur V6 Arese, etc.).

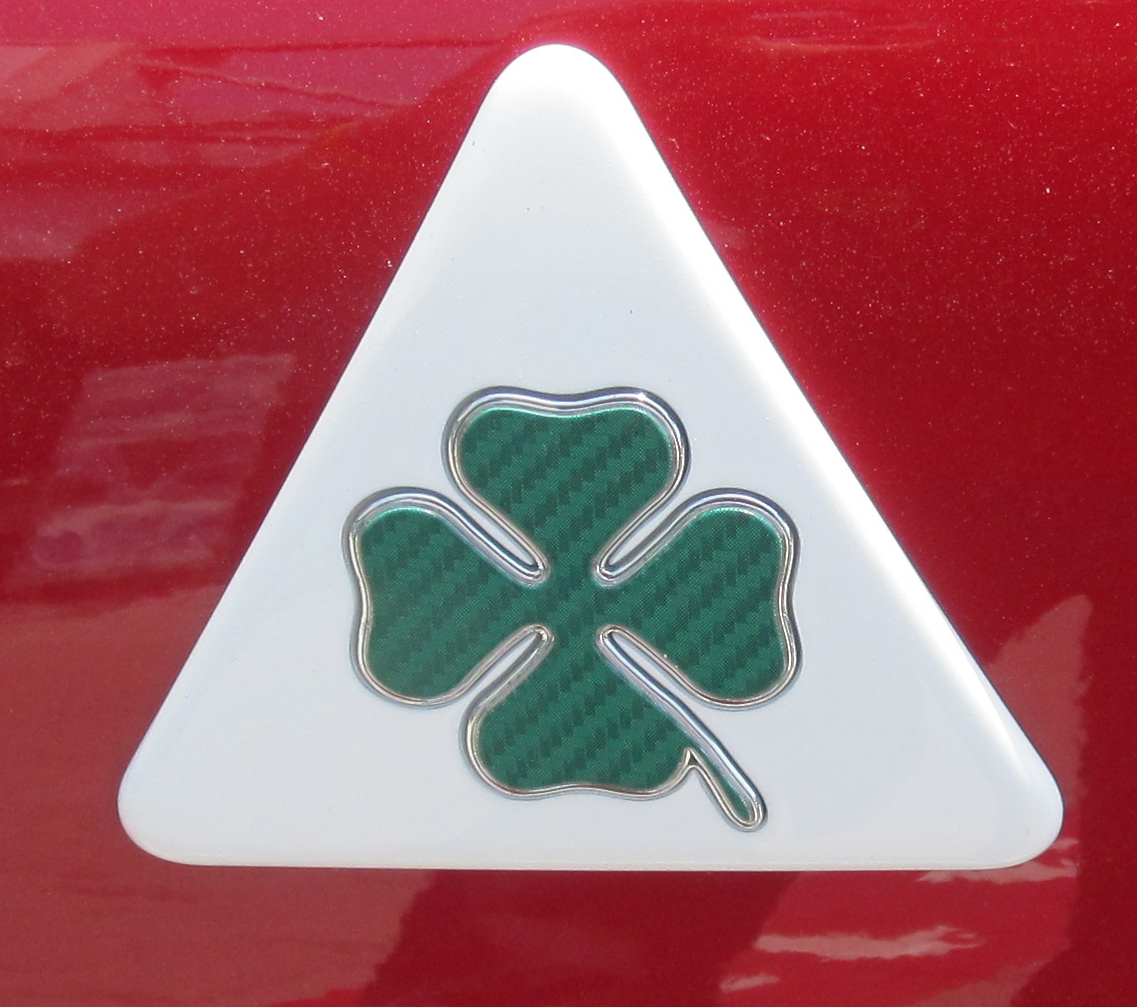
Quadrifoglio Verde utilisé sur certaines Alfa Romeo depuis la mort de Sivocci en 1923.
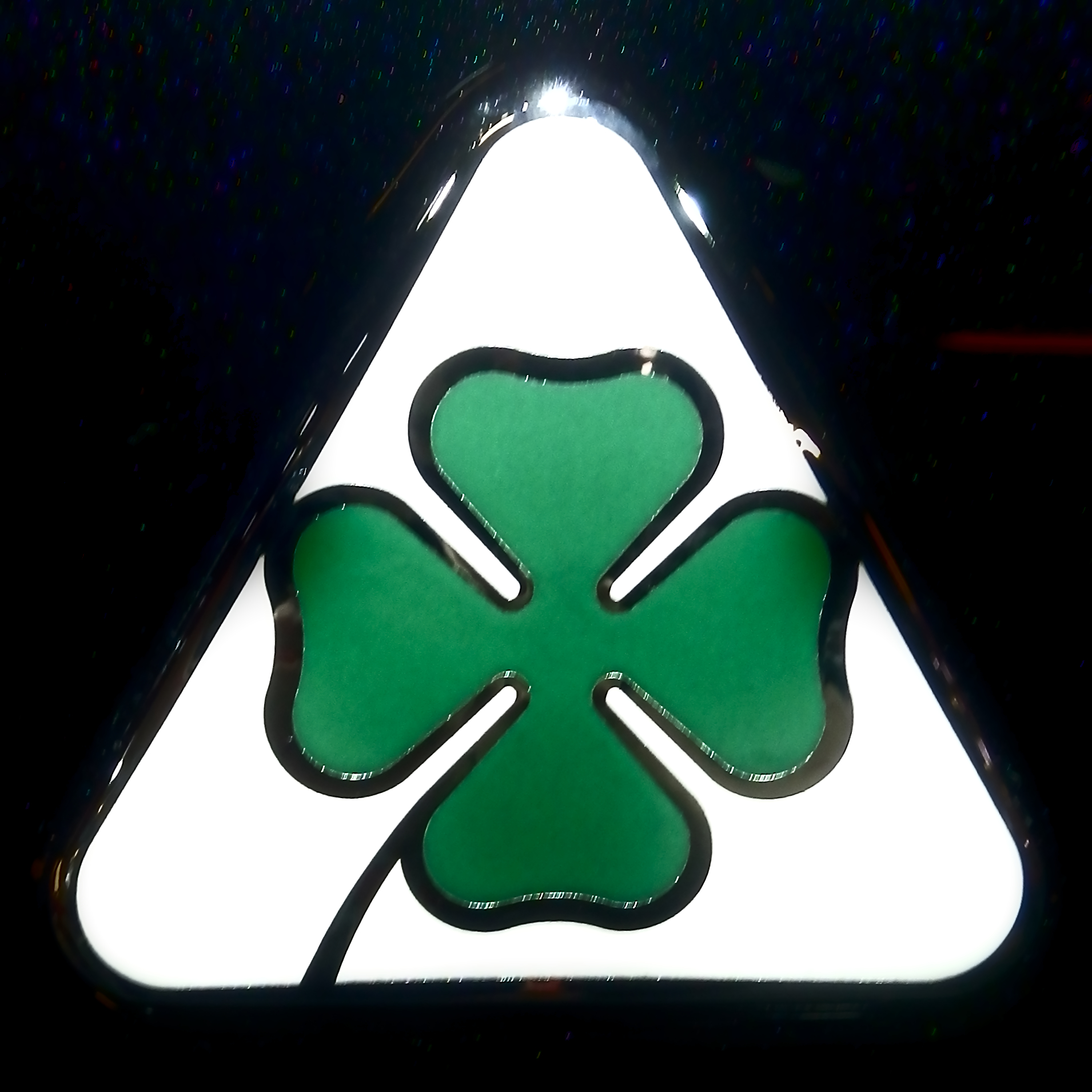
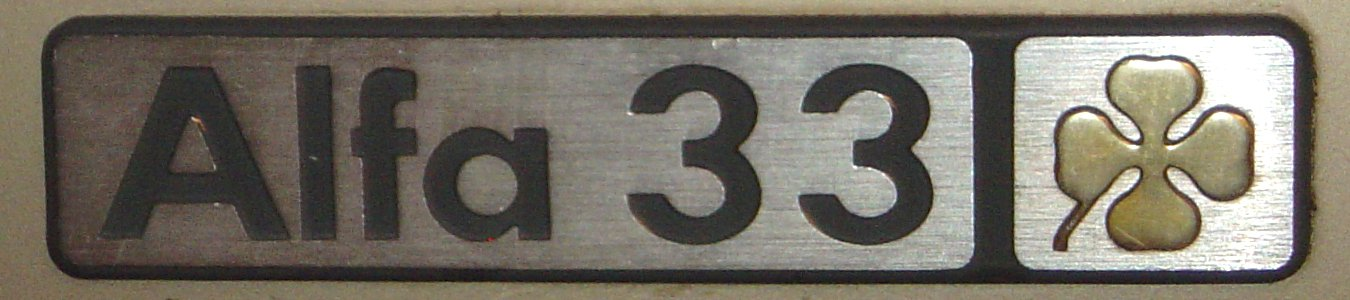
Quadrifoglio Oro d'une Alfa 33.

## Liste des modèles

### Modèles historiques

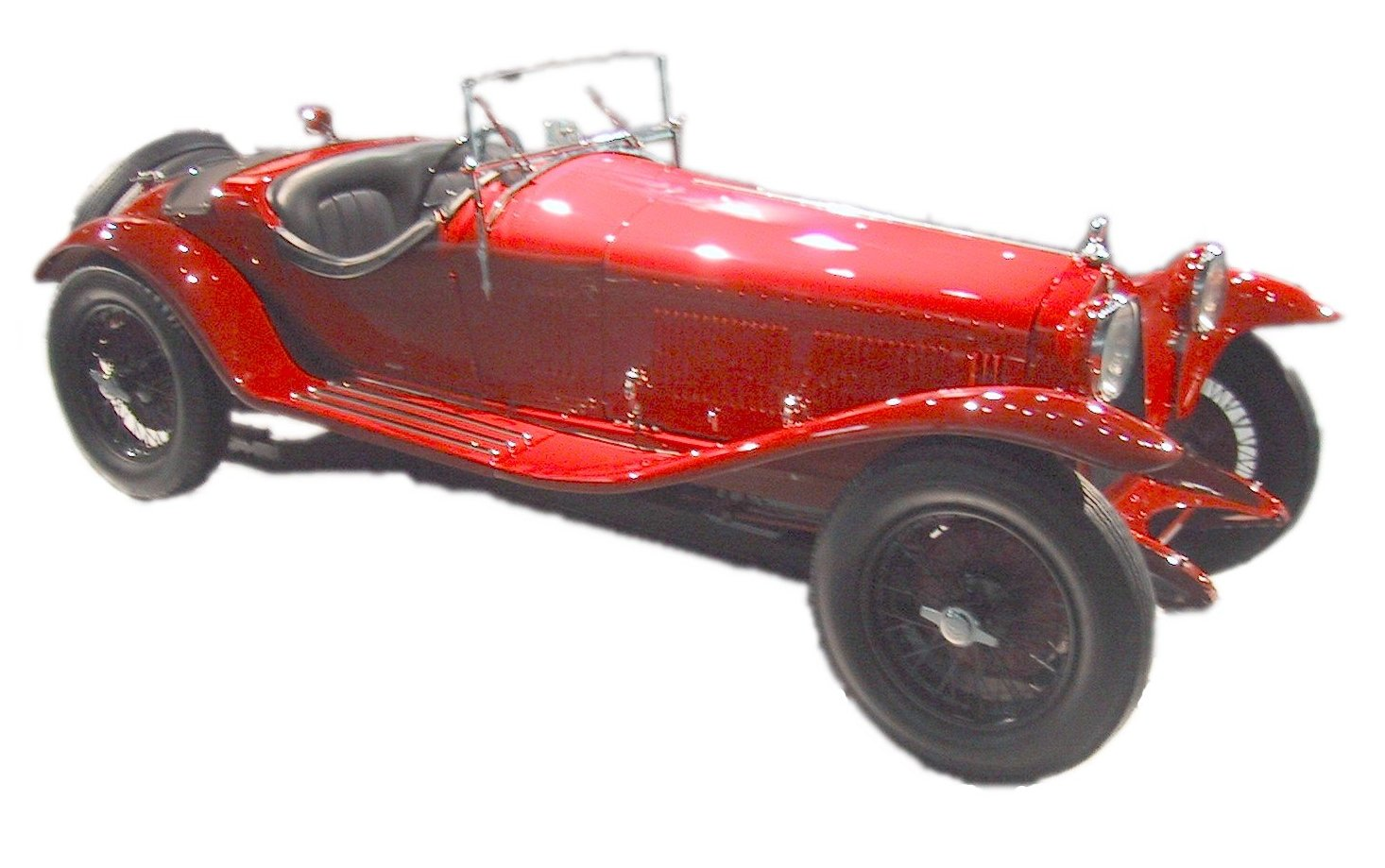
Alfa Romeo 6C de 1930.

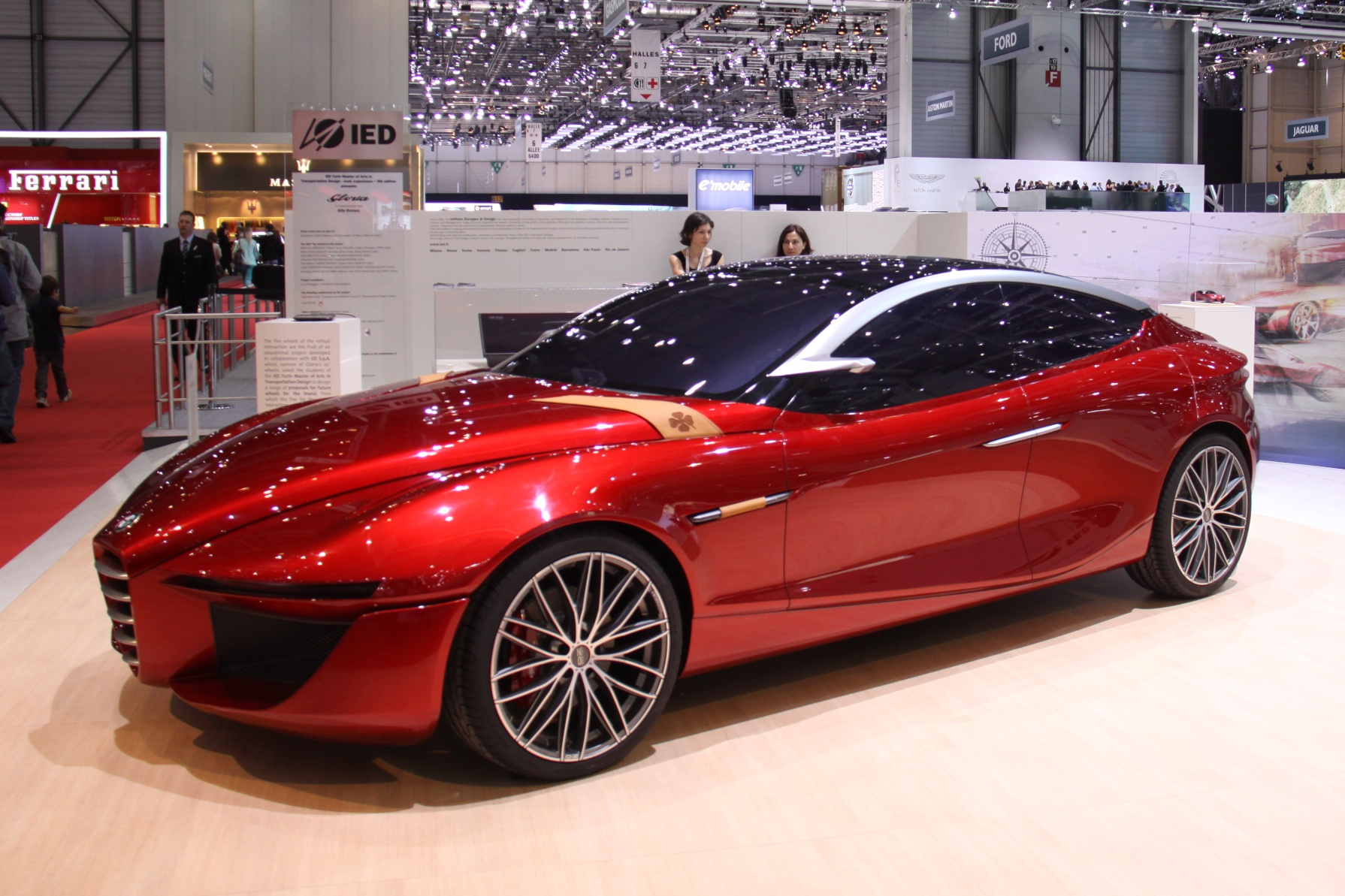
Concept-car Alfa Romeo Gloria.

- Torpedo 20-30 HP 1920
- Alfa Romeo RL 1922-1925
- RL Turismo 1926-1927
- 6C 1500 1927-1929
- 6C 1500 Sport SS 1928-1929
- 6C 1750 Super Sport 1929-1930
- 6C 1750 Sport 1929-1933
- 6C 1750 Turismo 1929-1933
- 6C 1750 Gran Turismo 1930-1933
- 6C 1750 Gran Sport 1930-1933
- 6C 1750 Gran Turismo C 1931-1932
- 8C 2300 1932-1934
- 6C 2300 Turismo 1934-1939
- 6C 2300 Gran Turismo 1934-1939
- 6C 2300 Pescara 193-193
- 6C 2300 Mille Miglia 1938-1939
- 8C 2 900 A 1936
- 8C 2900B 1937-1939
- 6C 2500 Turismo 1939-1945
- 6C 2500 Sport 1939-1945
- 6C 2500 Super Sport 1939-1943
- 6C 2500 Coloniale 1939-1942

### Autres modèles
Classement chronologique de sortie des modèles (entre parenthèses sont indiquées les dates de fabrication)

#### Années 1910 et 1920
- ALFA 15 HP (1911-1913)
- 24 HP (1910-1920)
- 20-30 HP (1913)
- 12 HP (1911)
- 40-60 HP (1913-1922)
- 15-20 HP (1914)
- Grand Prix 1914 (1914-1921)
- Torpedo 20-30 HP (1920)
- G1 (1921-1922)
- RL (1922-1927)
- P1 (1923)
- RM (1923-1925)
- P2 (1924-1930)
- 6C 1500 (1927-1929)
- 6C 1750 (1929-1933)

#### Années 1930 à 1950
- 8C 2300 (1931-1934)
- 6C 1900 (1933)
- 6C 2300 (1934-1937)
- 8C 2900 (1935-1939)
- Monoplace Grand Prix (1932 et 1933-1935)
- Bimoteur 1935 (1935)
- 158 (Alfetta) (1938-1950) Formule 1
- 159 (Alfetta) F1 (1950-1951) Formule 1
- 6C 2500 (1939-1950)
- 1900 (1950-1958)
- AR51 « La matta » (1951-1953)
- Disco Volante (1952) (Un Disco Volante est un OVNI.)
- Giulietta (1954-1962)
- 2000 (1958-1961)
- 2600 (1962-1968)

#### Années 1960 à 2010
- Giulia (1963-1977)
- TI Super (1963-1964) (TI signifie Turismo Internazionale)
- Giulia Sprint GTA (GTA signifie Gran Turismo Alleggerita) (1965-1969)
- Duetto Spider (1966-1967)
- 1750 (1967-1972)
- 33 2 litres et Stradale (1967-1969)
- GTA 1300 Junior (1968-1973)
- 33 3 litres (1969-1972)
- GTAm 1750-2000 (1970-1971)
- Montréal (1970-1977)
- Alfasud (1972-1983)
- Alfetta (1972-1977)
- Alfetta GTV (1974-1987)
- 33 TT12 (1975)
- Giulietta (Nuova) (1977-1985)
- Alfa 6 (1979-1986)
- Arna (1983-1987)
- 33 (1983-1994)
- 90 (1984-1987)
- 75 (1985-1992)
- 164 (1987-1998)
- SZ/RZ (ES-30) (1989)
- 155 (1992-1998)
- 145/146 (1994-2001)
- GTV et Spider (1995-2006)
- 156 (1997-2006)
- Scighera (1997)
- 166 (1998-2007)
- 147 (2000-2010)
- GT (2004-2010)
- MiTo (2008-2018)
- TZ3 Zagato (2010)
- Brera (2005-2010)
- Spider (2006-2010)
- 8C Competizione et 8C Spider (2008-2010)
- 159 (2005-2011)
- Giulietta (2010-2020)
- 4C (2013-2019)

#### Modèles non construits
- Kamal (2011)

#### Gamme actuelle

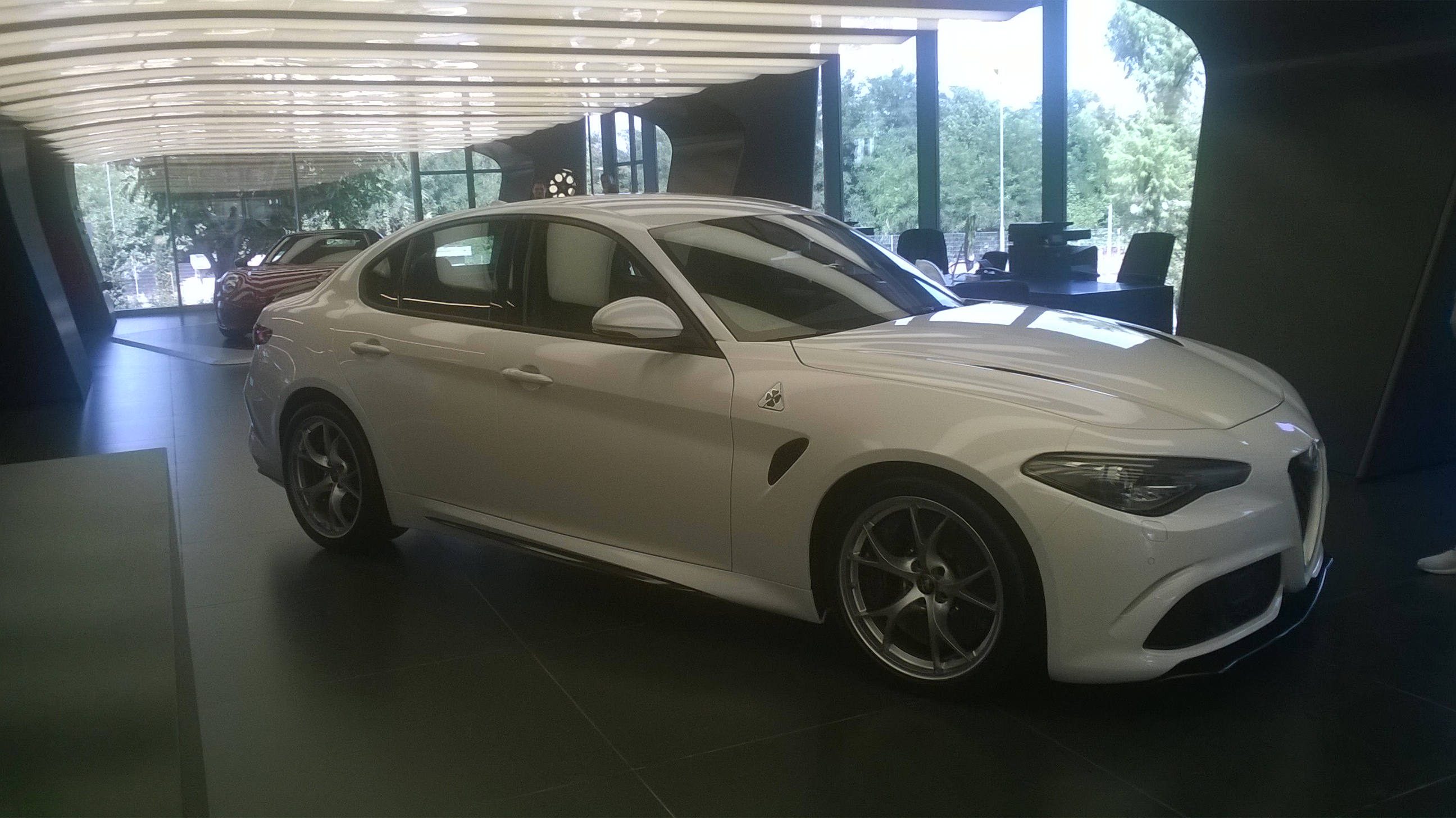
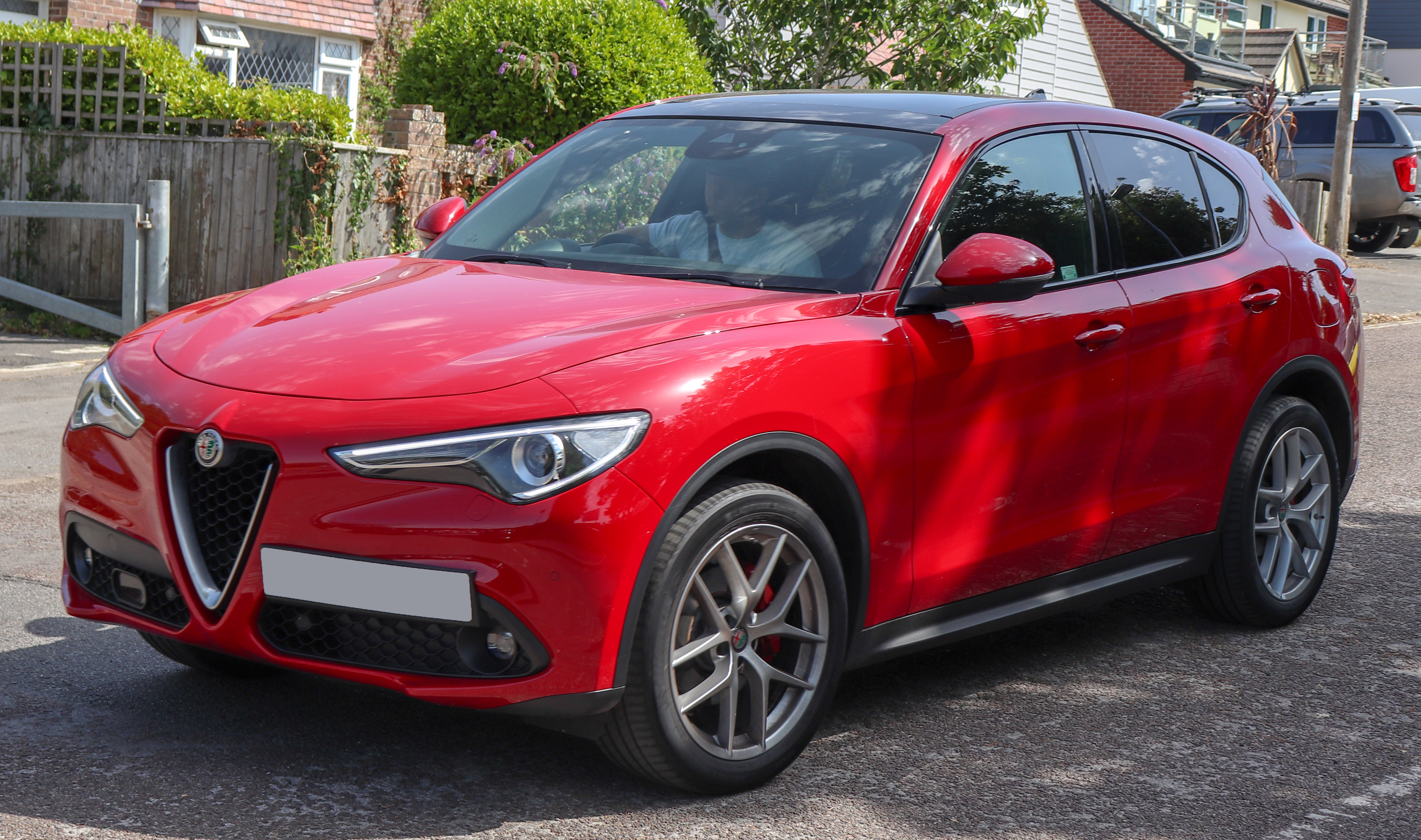
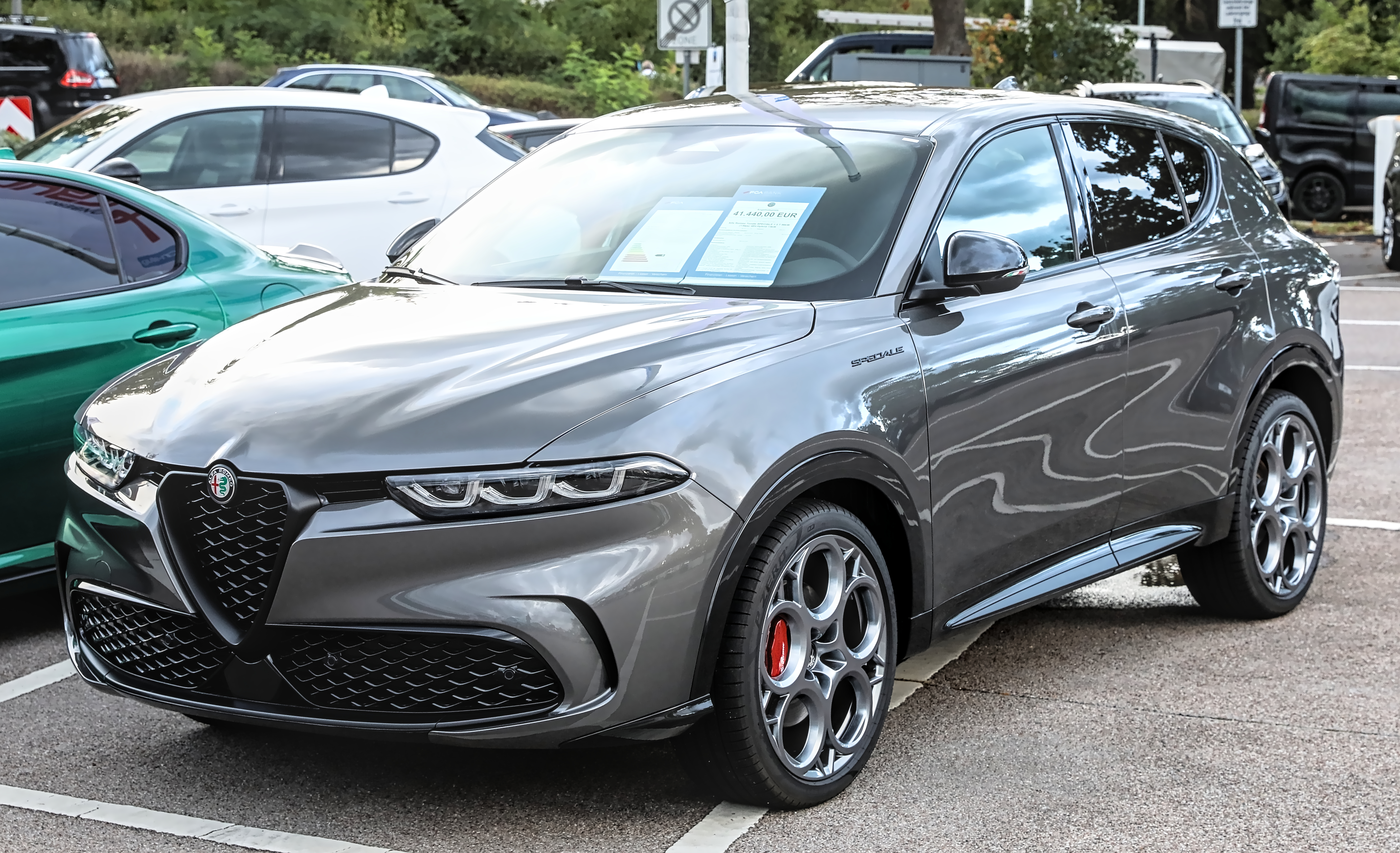

- Giulia (2015), berline familiale
- Junior (2024), crossover
- Tonale (2022), SUV
- Stelvio (2017), 1er modèle SUV de la marque

## Citations
« Alfa Romeo ! Ce nom suffit pour faire galoper l’imagination, faire miroiter dans la fantaisie les grandes courses sur route du continent, les Grands Prix, la Targa Florio, le circuit de Monza, les gloires de l’automobile : des noms tels qu’Ascari, Brilli-Peri, Borzacchini, Campari viennent aussitôt à l’esprit. »

— Brian Twist (journaliste anglais)

« Quand je vois passer une Alfa Romeo, je lui tire mon chapeau. »

— Henry Ford, fondateur du constructeur américain du même nom